# Гробниця Тутанхамона
Гробниця Тутанхамона (KV62 англ. Kings' Valley No. 62) — давньоєгипетська гробниця в Долині Царів, в якій при розкопках Говардом Картером і археологом-аматором лордом Джорджем Карнарвоном в 1922 році була виявлена мумія фараона Тутанхамона, померлого близько 1327 року до н. е. Відкриття гробниці стало однією з найбільших подій в історії єгиптології та світової археології; гробниця одна з небагатьох, що зберегли найцінніші артефакти, попри те, що її двічі грабували розкрадачі.
Археологічні дослідження Картера збіглися з політичною кризою в Єгипті, яка призвела до проголошення незалежності країни (1922). 1924 року суперечка щодо продовження досліджень гробниці привела до тимчасового ускладнення британо-єгипетських відносин; після вирішення конфлікту Говард Картер зміг повернутися до роботи. У гробниці добре збереглися численні предмети побуту, прикраси, артефакти, що супроводжували фараона в останню путь. Чотири ковчеги та три саркофаги з дорогоцінних металів зберегли муміфіковане тіло фараона. Золота маска, що вкривала обличчя й груди покійного фараона, стала одним із символів скарбів гробниці та Єгипту. У KV62 збереглися сліди перероблювання, які свідчать про те, що гробниця будувалася для іншого високопоставленої особи (можливо, жінки), але в ній спішно поховали Тутанхамона.
Відоме лише фахівцям-єгиптологам ім'я Тутанхамона після сенсаційного відкриття гробниці стало загальновідомим для давньоєгипетської культури. Відкриття KV62 послужило поштовхом до вивчення своєрідного амарнского періоду в історії Нового Царства і подальшого поширення «єгиптоманії» в усьому світі. Раптова смерть лорда Карнарвона сприяла поширенню легенди про «прокляття фараонів». За результатами дослідження знайдених в гробниці артефактів в 1922—1933 роках були опубліковані тритомний опис і каталог.
Гробниця (та її копія з 2014 року) є популярною туристичною визначною пам'яткою Луксору. Предмети з гробниці склали окрему експозицію в Каїрському єгипетському музеї. Колекція неодноразово успішно експонувалася в багатьох музеях світу. На 2017 рік планувалося зібрати і виставити повну колекцію артефактів (5000 од.) з KV62 в Великому єгипетському музеї. Станом на лютий 2019 року Великий єгипетський музей все ще перебуває в стані будівництва. Інвестиції вже перевищили мільярд доларів США і відкриття вже вкотре переноситься й заплановано у 2020 році.

## Тутанхамон

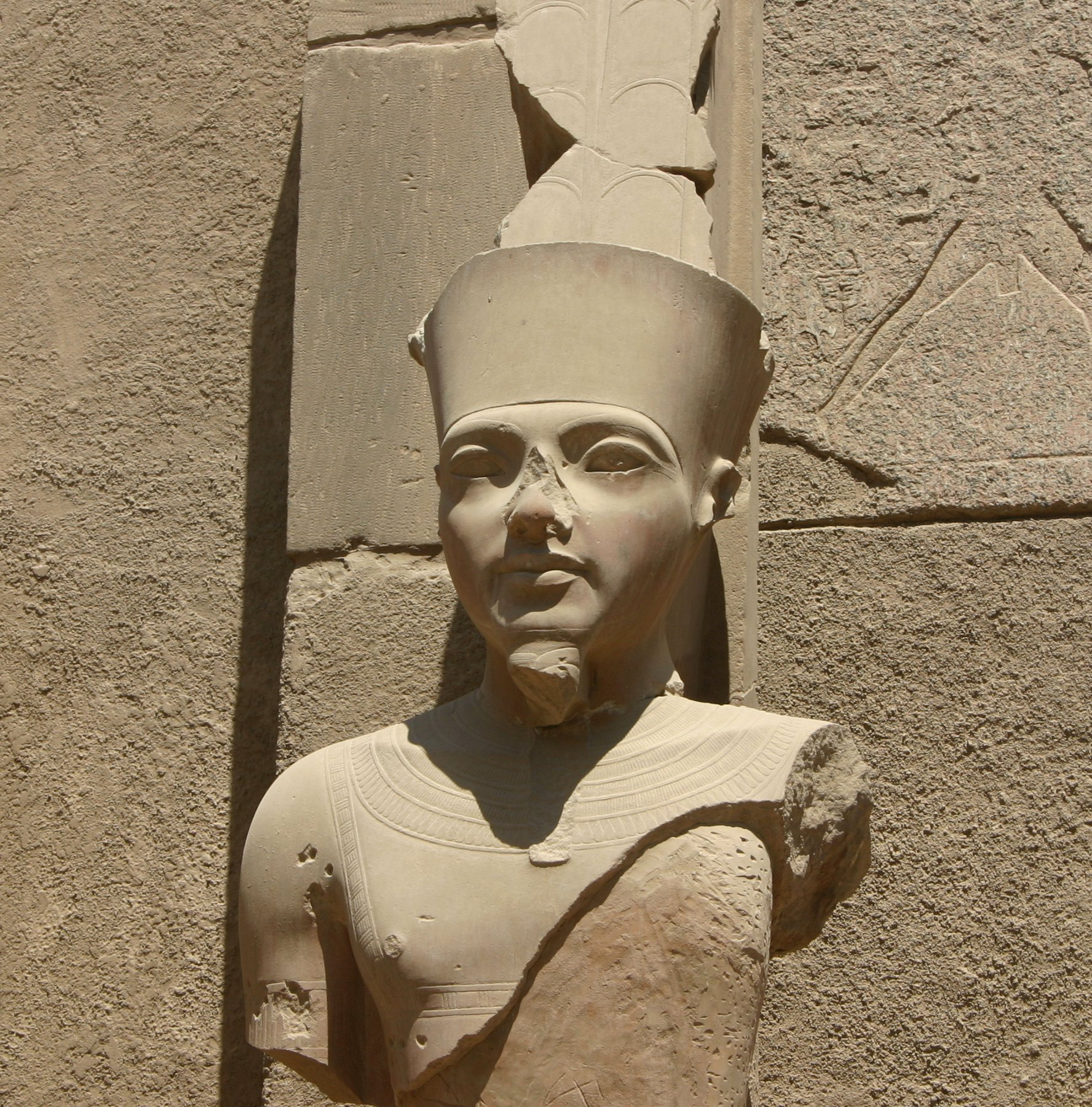
Тутанхамон. Статуя в Карнаку

Вперше ім'я Тутанхамона згадується в 1847 році в роботі французького вченого Еміля Прісса, що вивчав Карнакський храм. Про життя Тутанхамона (близько 1345—1327 років до нашої ери) з XVIII династії Нового царства в наявності був значний, та не завжди вірогідний обсяг інформації. Фараон Ехнатон, що правив близько 1379—1362 роках до н. е., доводився йому, як стверджують одні джерела, тестем, чи, як стверджують інші джерела, батьком. Матір'ю Тутанхамона вважається неідентифікована принцеса гробниці KV35
Ім'я Ехнатона асоціюється з рядом найважливіших реформ, що призвели до серйозних зрушень в самих підвалинах давньоєгипетської держави. Він проголосив культ Атона (атонізму),  почав переслідування жерців інших культів і переніс столицю в нове місто Ахетатон. Після смерті Ехнатона країною правили Сменхкара, а потім — якась Нефернефруатон, яка могла залишатися регентшею при малолітньому Тутанхамоні.
В Ахетатоні (Амарні) археологами не знайдено жодного предмета з іменем фараона Тутанхатона («Жива подоба Атона») або з якимось із його тронних імен (Горове ім'я чи Ім'я по Небті). Це свідчить про те, що малолітній фараон почав своє правління після повернення до колишнього культу зі своїм новим ім'ям Тутанхамон («Жива подоба Амона»). І до влади він прийшов  десятирічним хлопчиком приблизно в 1332 році до н. е.
Покинувши Ахетатон, двір Тутанхамона не повернувся до Фів (божество-покровитель Амон), а влаштувався в Мемфісі (божество-покровитель Птах). До досягнення повноліття юного фараона опікали впливові сановники. Правитель сприяв реставрації колишніх порядків. Він легітимізував своє правління, назвавши себе прямим спадкоємцем фараона Аменхотепа III (свого діда), а Ехнатона проголосив відступником.
Піклуватися про відхід в інший світ, як було заведено в Стародавньому Єгипті, починали вже при сходженні на трон. Одна з незакінчених гробниць в Амарнському некрополі могла призначатися Тутанхамону. Спочатку планувалося будівництво гробниці для нього в західній частині Долини Царів, на місці тієї, яка нині іменується WV23 (згодом в ній був похований наступник Тутанхамона — Ейе)
Раптова смерть Тутанхамона сталася приблизно в лютому-березні 1327 року до н. е. Згідно зі звичаєм, похорони мали відбутися через 70 днів. Керував будівництвом гробниці Тутанхамона його наступник Ейе, він же відповідав і за проведення похорону. Правителі XIX—XX династій (Рамессиди) викреслювали імена єретика Ехнатона і його прямих нащадків. Як зазначала історик Крістіна Дерош-Ноблькур: «Тутанхамон став жертвою систематичних спроб повністю стерти його з історії». До Нового часу про фараона Тутанхамона знали лише фахівці.

## Історія відкриття

### Передісторія
|                                                 |  |  |
| Лорд Карнарвон (зліва) і Говард Картер (справа) |  |  |

До початку XX століття Долина Царів — некрополь фараонів Нового царства — вважалася археологічно досконало дослідженою місцевістю. До того часу її поверхня була повністю перекопана багатьма поколіннями випадкових мисливців за скарбами, розкрадачів й археологів. Територію долини вкривав практично суцільний шар щебеню та сміття. Розкопки зазвичай проводилися сезонно — в кінці осені й узимку, коли спадала спека. Засобів на проведення археологічних пошуків у Єгипетського уряду бракувало і в цьому питанні він розраховував на допомогу іноземців. Дослідженнями займалися представники музеїв та групи вчених, спонсоровані європейськими та американськими меценатами. У 1902—1914 роках розкопки в Долині Царів проводив американський археолог-любитель Теодор Девіс. Отримавши концесію єгипетського уряду, ексцентричний мільйонер зміг виявити та дослідити кілька гробниць, які й досі мають значний інтерес для науки. Серед них були мумія і саркофаг в гробниці KV55, а також гробниця Хоремхеба (KV57) — останнє велике відкриття в Долині (1908). Однак Девіс так і не зміг знайти незайманої царської усипальниці й втратив надію на серйозне відкриття. 1914 року він продав концесію на розкопки Джорджу Карнарвону.
Свої статки лорд Джордж Карнарвон витрачав на найбільше захоплення всього свого життя  - дослідження Стародавнього Єгипту. 1906 року він вперше отримав дозвіл на розкопки, але швидко зрозумів, що без фахівця йому не обійтись. Говард Картер починав діяльність в Єгипті художником і зробив собі ім'я як знавець давньоєгипетського мистецтва. І хоча спеціальної освіти він не отримав, навчання у видатних британських фахівців Персі Ньюберрі й Фліндерса Пітрі дало свої результати. Картер почав самостійні розкопки в Єгипті в 1907 році в районі Дра Абу ель-Неґа фіванского некрополя, де в 1914 році відкрив гробницю Аменхотепа I, що відноситься до XVIII-ї династії. Також йому довелося певний час попрацювати з Девісом, проте вони не зійшлися характерами й співпрацю довелось припинити. Колеги відзначали його як педанта й одночасно вченого з широким кругозором, дуже активного і цілеспрямованого. Картер добре знав арабську мову й умів організувати роботу місцевих жителів на розкопках. У спілкуванні він вважався складною людиною, не дослухався до чужої думки, демонструючи часом зайву впертість і самовпевненість.
Говард Картер, учень Пітрі, хоча й належав до археологів старого гарту, перетворився — якщо дозволите вжити таке порівняння — в чиновника, який був наділений у галузі археології всією повнотою виконавчої влади, який перейшов від хвацьких кавалерійських рейдів в незвідані країни до суворих методів топографа древньої цивілізації.
При всьому своєму доктринерстві Картер все ж примудрився зберегти ентузіазм, проявляючи одночасно максимальну наукову точність і сумлінність; завдяки цьому він теж зайняв місце серед великих археологів, серед тих, хто з заступом в руках займався не лише пошуками стародавніх скарбів і останків мертвих царів, а й намагався розгадати великі загадки людства, що втілило своє обличчя, характер і душу в великих цивілізаціях давнини.
Співпраця Карнарвона й Картера почалася з 1907 року. Спільну мову вони знайшли швидко. Якщо на початку співпраці Картер отримував лише 400 фунтів на рік, то вже через чотири роки оплата його роботи збільшилась до 200 фунтів за місяць. Слід зазначити, що партнерами рухала не лише чиста любов до науки. Наприкінці XIX і на початку XX сторіччя кілька великих відкриттів у дельті Нілу підігріли комерційний інтерес до культури стародавнього Єгипту. Артефакти вже тоді вважалися чудовим вкладенням коштів. Крім всього іншого, Карнарвон був відомим власником однієї з кращих колекцій давньоєгипетського мистецтва в світі. Він був знаний як успішний постачальник антикваріату, який йому вдавалось знаходити у крамницях старожитностей. Картер же, як відомо, з комерційних питань колекціонування крім Карнарвона консультував ще й Едварда Гаркнесса та  Галуста Гюльбенкяна.

### Визначення місця розкопок
Теодор Девіс, завершуючи свої розкопки в Долині Царів, ясно висловився про те, що значних відкриттів на цьому місці годі сподіватися й шукати слід деінде. Цієї ж точки зору дотримувалися й представники інших тогочасних археологічних експедицій. Відмовляв концесіонерів від даремної втрати часу й керівник Вищої ради старожитностей, славетний єгиптолог професор Масперо. Однак у британських пошуковців були свої розрахунки на Долину. З точки зору Картера, після Лепсіуса (1844 рік), справжні наукові дослідження в Долині не проводились.
Від своїх домагань на розкопки Девіс відмовився ще в 1914 році, але організувати роботи до жовтня 1917 року не було жодної можливості. Під час Першої світової війни Говард Картер мобілізований не був, а продовжував  займався іншими проєктами в західній частині Долини. Проте з собою він постійно носив карту центральної частини Долини яку ретельно розмічав на сектори, подумки прикидаючи місце для майбутніх розкопок. Всі попередні розробки мали вкрай розрізнений та хаотичний характер, від минулих експедицій не залишилося ні планів, ні карт. Дослідники вирішили почати планомірні дії та перш за все розчистити поверхню до корінного ложа. Окремі випадкові знахідки в інших гробницях вказували на те, що в районі центру Долини все ще можливо виявити велике поховання. Передбачалося що тут можна знайти останки Ехнатона чи Сменхкара. Проте метою Картера було саме поховання Тутанхамона.
Правду кажучи, ми сподівалися більшого. Мене можуть звинуватити в тому, що я прозорливий заднім числом, але все ж я скажу, що у нас була абсолютно точна надія знайти гробницю певного фараона, а саме фараона Тутанхамона.

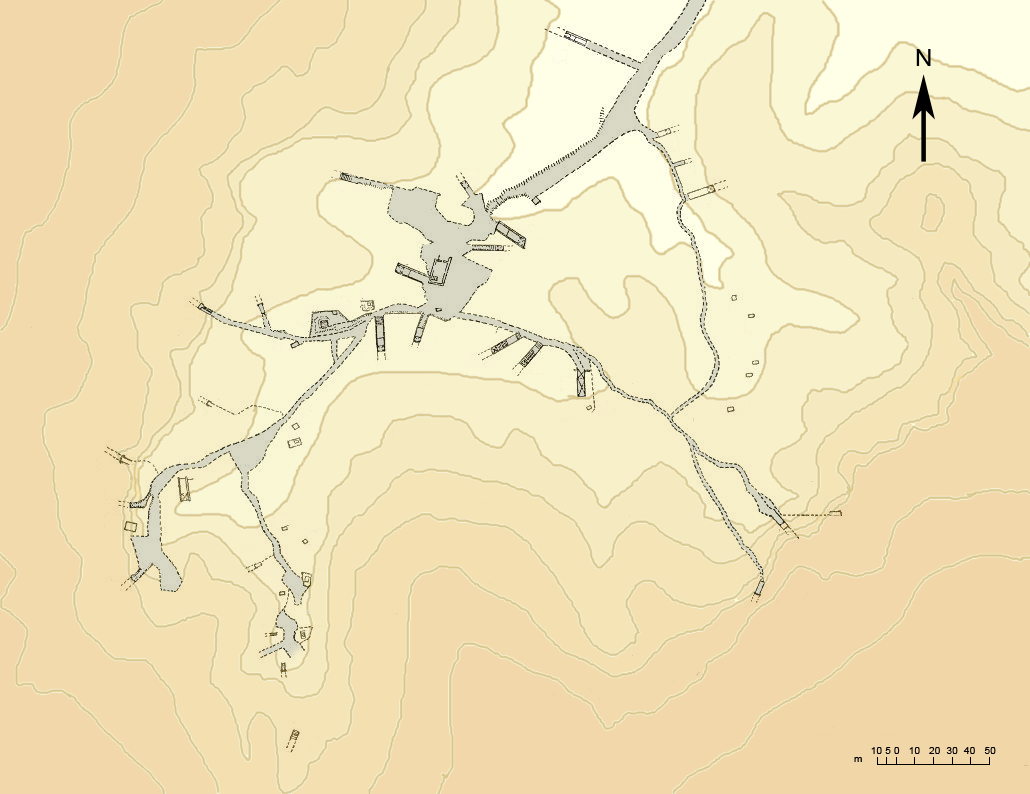
Мапа Долини царів

Історичні свідчення з Карнакського храму, вказували на те, що в останній період життя фараон переїхав у Фіви, а значить Тутанхамон мав бути похованим не деінде, а саме в Долині Царів. Перевірка списку всіх мумій, документів, знайдених в Долині в період з 1875 по 1898 рік, не виявила місцезнаходження останків фараона. Він не міг зникнути без сліду. Ще Девіс в ході своїх досліджень, виявив осколок золотої пластинки й кубок з тронним іменем юного правителя Єгипту, а також кілька глиняних печаток з його картушем поблизу гробниці KV55. Саме Тутанхамон і розпорядився перенести останки фараона-єретика Ехнатона в Долину Царів. Логічно було припустити, що і його могила повинна бути десь поруч. Те, що фараон залишився маловідомим, збільшувало шанси на збереження місця його поховання. У зіставленні цих фактів значну роль зіграв американський вчений Герберт Вінлок. Співробітник Метрополітен-музею проаналізував дані, зібрані командою Девіса. Його праці значною мірою допомогли Картеру, хоча сам Вінлок ніяких особливих закономірностей у виявлених збігах не зауважив.
Всі ці знахідки та їх відсутність давали підстави для надії та вказували напрямок пошуків. Розкопки було вирішено вести в районі трикутника з гробниць: Рамсеса II (KV7), Мернептаха (KV8), і Рамсеса VI (KV9). Німецький історик Керам відзначав, що до початку XX століття розкопки й дослідження в Єгипті, нарешті, набули організованого характеру. У розпорядженні експедиції Карнарвона й Картера були значні людські та технічні ресурси, підтримка з боку єгипетської влади. З 1917 року п'ять років дослідники планомірно розчищали поверхню, в пошуках можливого входу в гробницю. За цей час робітники поступово прибрали кілька тисяч тонн щебеню та сміття. Для вивезення відходів була побудована невелика гілка вузькоколійної залізниці. Витрати склали близько 25 тисяч фунтів.
Результатів майже не було — вдалося виявити тільки дві недобудовані гробниці та кілька похоронних посудин. Влітку перед черговим сезоном Карнарвон висловився в тому дусі, що зрозуміє, якщо вчений зупинить безплідні спроби й перенесе діяльність в інше місце. Кошти закінчувалися, і сезон 1922—1923 року повинен був стати останнім. Картер, втім, не турбувався про долю підприємства. Концесію охоче перекупили б інші охочі. Інтерес зокрема виявляв відомий американський меценат Гульбекян. Карнарвон почувався погано і в Луксорі бував тільки наїздами. Картер же навпаки — надії не втрачав і налаштований був лише на успіх. Приїхавши в жовтні 1922 року в Каїр, він купив на базарі канарку. Слуга вченого, побачивши птицю, сказав господареві, що канарка приносить удачу.

### Виявлення гробниці

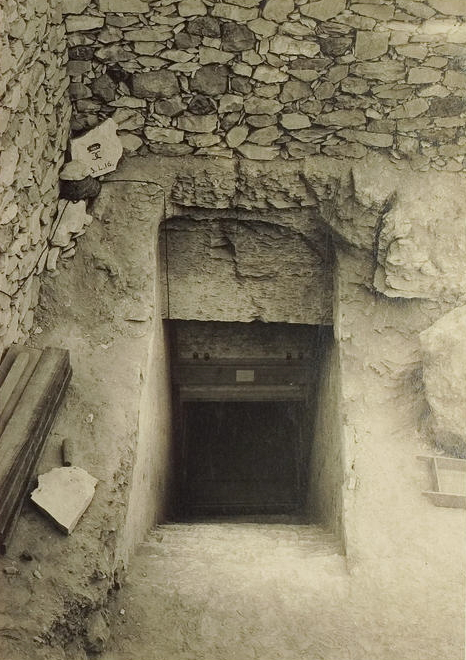
Вхід в гробницю

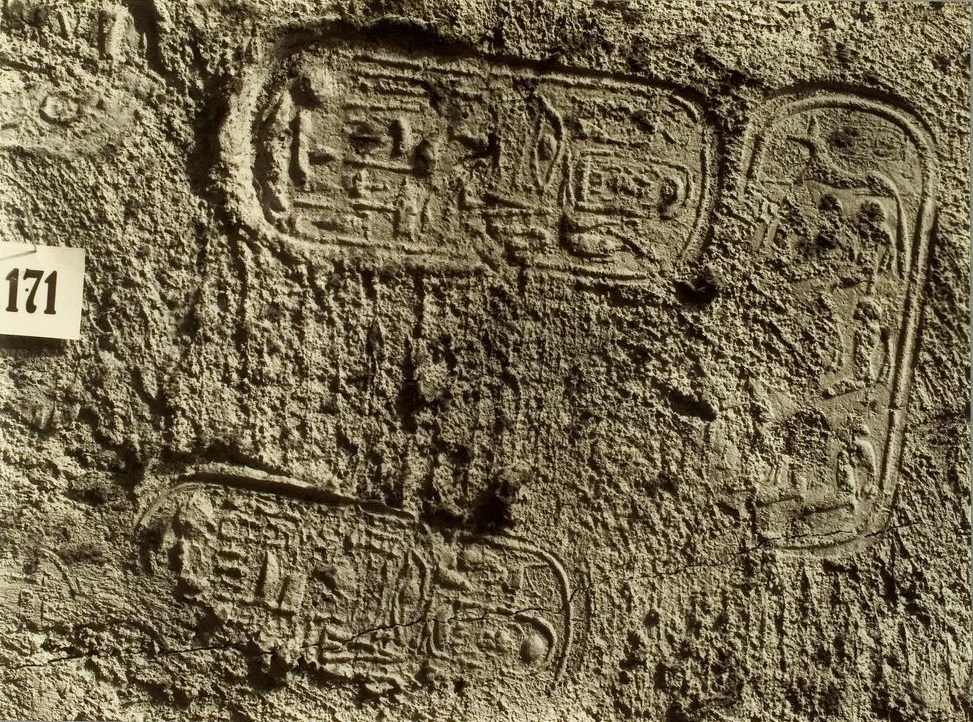
Печаті на вході. Правий відтиск з помітним шакалом вгорі — символ царського дому. Верхня печать з картушем і тронним іменем Тутанхамона

Увечері 2 листопада 1922 року, Картер наказав робітникам починати зносити хатини. Коли наступного дня, вранці 3 листопада, він прибув на місце перевірити стан справ, то зауважив дивну тишу. Його чекали й не наважувалися продовжувати. Під однією з халуп робочі виявили кам'яну сходинку. Вона була всього за 13 футів від входу в гробницю Рамсеса VI. До вечора 5 листопада стало ясно, що це вхід в невідому гробницю. Після первинного розчищення відкрилася заштукатурена кам'яна стіна, з добре збереженими печатками. Оскільки відбитки (шакал і дев'ять полонених) належали царському некрополю, Картер вже не сумнівався, що за ними гробниця самої високопоставленої персони, судячи зі стилю — XVIII династії. Східці під кутом близько 45° вели глибоко під землю. Для XIX і XX династій був характерний горизонтальний вхід, який потім плавно йде вглиб. Вчений певний час сумнівався у своїх висновках. Ще раз перевіривши печаті, вранці 6 листопада, Картер дав з Луксора телеграму відсутньому тоді Карнарвону:
Нарешті зроблено чудове відкриття в Долині: велична гробниця з неушкодженими печатками, яку знову закрили до вашого приїзду. Вітаю вас.
Оригінальний текст (англ.)
At last have made wonderful discovery in Valley: a magnificent tomb with seals intact; re-covered same for your arrival. Congratulations.
— 
Після первинного розчищення Картер і Карнарвон, спочатку, відчули певне розчарування. Двері-перебірка явно були розкриті й потім, ще в давнину, відновлені. Втім, те, що двері були відновлені з царськими печатями, залишало шанси на успіх. Виявилося, розкрадачі могил проникли всередину проходу через вузький підкоп зверху. У приміщенні лежала маса уламків і сміття з інших гробниць і династій. Дослідники все ще не були впевнені в масштабі відкриття — «Занадто добре, щоб бути правдою». Не виключалося, що вони виявили занедбану, недобудовану гробницю, в кращому випадку, відомий в археології «склад мумій», куди переносилися останки з метою врятувати від руйнівників. Сходи, коридор і приміщення були невеликими, тому власником гробниці міг виявитися високопоставлений сановник, а не фараон. 26 листопада після розчищення проходу оголилися другі двері між коридором і передній кімнатою. Ці двері теж були опломбовані царськими печатями. Проробивши невеликий отвір у стіні, Картер трохи почекав — бували випадки, коли за тисячі років в повністю закритих приміщеннях накопичувався природний газ. Потім, обережно просунувши всередину освітлювальний прилад, археолог першим розгледів простір другої кімнати, де збереглося безліч предметів величезної цінності. «Ви там бачите що-небудь?» — нетерпляче запитав його Карнарвон. Картер відповів: «О, так, дивовижні речі!».
Отвір трохи розширили й першою особою, що проникла всередину і провела первинний огляд, була тендітна леді Евелін. 27 листопада слідом за нею, розширивши прохід, пройшла й уся команда. Картер повідомив місцеву владу й запросив інспектора Служби старожитностей. У камері збереглися сліди проникнення злодіїв. Дослідники відразу звернули увагу на наступні, вже треті двері, між двома статуями фараона. Скоріш за все, за ними була похоронна камера. Однак, для того, щоб проникнути до саркофага та мумії, необхідно було вивчити, описати й розчистити приміщення. Його заповнювали безцінні артефакти, предмети, залишені покійному: колісниці, ложі, трон, вази, кілька скринь. Не можна було просто зрушити предмет, його слід було пронумерувати, сфотографувати та дбати про безпеку, оскільки від необережного дотику він міг розпастися. Зліва від коридору, на південній стіні виявили інший незакладений пролом розкрадачів. За ним виявилася ще одна невелика бічна камера, яку назвали коморою. Якщо в передпокої речі були у відносному порядку, то тут злочинці все перевернули й перетрусили, змішали речі зі сміттям на підлозі й залишили їх у повному безладі.

Схема гробниці

| код                           | опис (англ.)                      | розміри м   | площа м² | Дата відкриття    | Короткий опис артефактів               |
| ----------------------------- | --------------------------------- | ----------- | -------- | ----------------- | -------------------------------------- |
| 10                            | Сходи (Stairway)                  | 4,70 x 1,60 | 7,52     | 4 листопада 1922  |                                        |
| 8                             | Коридор (Corridor)                | 7,60 x 1,70 | 12,92    | 25 листопада 1922 | двері перегородки з печатями           |
| 4                             | Передпокій (Antechamber)          | 3,60 x 8    | 28,8     | 26 листопада 1922 | трони, ложі, колісниці, статуї стражів |
| 2                             | Похоронна камера (Burial chamber) | 6,40 x 4    | 25,60    | 16 лютого 1923    | ковчеги, саркофаги, мумія Тутанхамона  |
| 1                             | Скарбниця (Treasure)              | 3,80 x 4,70 | 17,86    | 16 лютого 1923    | саркофаг з канопами, статуя Анубіса    |
| 5                             | Комора (Annex)                    | 2,60 x 4,30 | 11,18    | 26 листопада 1922 | їстівні припаси, одяг                  |
| загальна площа близько 104 м² |                                   |             |          |                   |                                        |

### Початок досліджень

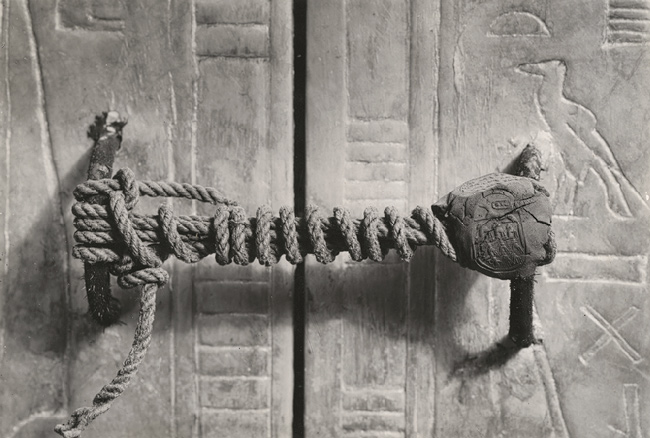
Вцілілі печаті на дверях другого внутрішнього ковчега свідчили про те, що мумія залишилась непотривоженою.

Відкриття британських археологів стало сенсацією світових ЗМІ. Уже після першого повідомлення лорду Карнарвону, яке стало всесвітньо відомим, на адресу команди безперервним потоком пішли листи й телеграми. Гробницю обложили кореспонденти газет, кіно- та фотожурналісти, зацікавлені туристи. Щоб зупинити фантастичні чутки про нібито розграбовану самими вченими гробницю, Карнарвон пішов на контакт з пресою. Перший матеріал про сенсаційну знахідку дав каїрський кореспондент «Times» Артур Мертон 30 листопада. Через 6 тижнів ексклюзивні права на висвітлення подій, пов'язаних з гробницею, за 5'000 фунтів і відсоток роялті, Карнарвон продав «Times». Крім британської газети, багато провідних світових видань вели регулярні репортажі з Долини Царів. Провінційне містечко Луксор, в якому було всього два готелі міжнародного рівня, опинилося в епіцентрі бурхливих подій.
Відтепер юний фараон став знаменитістю. У черговому виданні туристичного гіда «Baedeker» з Єгипту лише Сеті I та Рамсес III виявилися описаними докладніше, ніж Тутанхамон. Відвідувачі Долини й раніше створювали незручності, та тепер працювати поруч з ними ставало вкрай важко. Для збереження довелося організовувати систему цілодобової охорони під керівництвом Річарда Адамсона, але навіть це команді дослідників здавалося не цілком достатнім. Тому під час кожного тривалого від'їзду головних осіб, вхід до гробниці знову повністю засипали — час показав слушність і дієвість цього заходу.
Розуміючи, що самостійно з таким значним обсягом робіт він не впорається, Картер запросив допомоги у колег і отримав її повною мірою. Подальші події, на думку Керама, стали прикладом масштабного, істинно безкорисливого наукового співробітництва. Найбільшу підтримку групі надав керівник працювала неподалік у Фівах експедиції Метрополітен-музею містер Альберт Літгоу. Після обережного прохання він надав в повне розпорядження Картера свого фотографа Бертона та двох досвідчених креслярів. За першим покликом в Луксор прибуло кілька відомих фахівців єгиптологів і представників суміжних спеціальностей, сформувалася команда фахівців, яка в гробниці Тутанхамона працювала кілька років.
Члени команди розкопок :

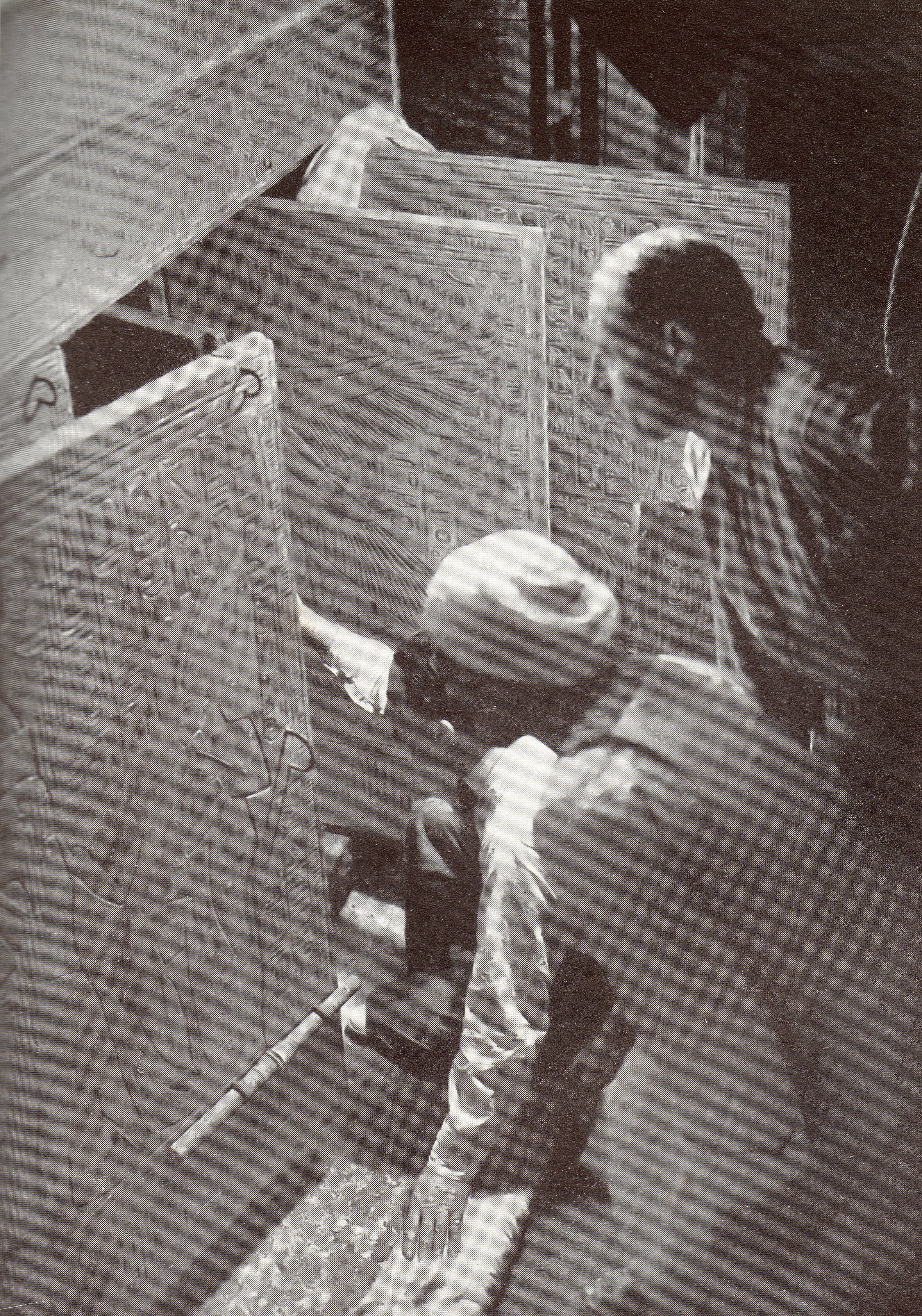
Картер, його найближчий помічник Каллендер та робітник-єгиптянин відкривають дверцята ковчега

- Лорд Карнарвон (1866—1923) — меценат і куратор розкопок;
- Говард Картер (1874—1939) — археолог і керівник розкопок;
- Артур Каллендер (? -1936) — інженер, особистий помічник Картера
- Артур Круттенден Мейс (1874—1928) — колишній помічник куратора в Метрополітен музеї, особистий помічник Картера;
- Альфред Лукас (1867—1945) — хімік;
- Гаррі Бертон (1879—1940) — фотограф;
- Персі Ньюберрі (1869—1949) — єгиптолог і ботанік;
- Алан Гардінер (1879—1963) — філолог єгиптолог;
- Джеймс Генрі Брестед (1865—1935) — єгиптолог, історик східного мистецтва;
- Вальтер Хаузер (1893—1959) — архітектор і художник;
- Ліндсі Фут Холл (1883—1969) — художник;
- Річард Адамсон — відповідальний за безпеку розкопок.

25 грудня 1922 гробницю покинув перший предмет. Розбір артефактів, як згадував Картер, нагадував дитячу гру в якій необхідно було вкрай обережно, поступово встановлюючи підпірки, розбирати завали. Для аналізу, фотографування, також в якості тимчасової реставраційної майстерні, використовувалася сусідня порожня гробниця Сеті II, яка перебувала трохи осторонь від туристичних маршрутів. Тендітні предмети, що розпадалися від дотику попередньо зміцнювалися парафіном і целулоїдом. Намиста з зотлілими нитками нанизували на нову основу. Розбір передньої кімнати зайняв приблизно 7 тижнів. Найскладнішою частиною був винос колісниць, які довелося демонтувати, частково розпиляти й зібрати знову. В один із днів небо затягло хмарами. Сильна злива, які часом трапляються в цій місцевості, могла завдати непоправної шкоди, сховатися від неї не було змоги. Однак вченим пощастило: пройшов легкий дощ.
З грудня Картер організував процес транспортування. З усіх можливих способів перевезення археолог вибрав тимчасову «Декавілевську» вузькоколійну залізницю. Невелика гілка використовувалася для вивозу щебеню при розчищенні Долини, але її довжини бракувало. Робочі збирали залізничне полотно перед вагонетками та розбирали позаду. Відстань за 9 км до берега Нілу було пройдено приблизно за 15 годин. Після цього упаковані вантажі переправлялися пароплавом в Каїр. Найцінніші предмети під озброєною охороною згодом переправили з Луксора залізницею.

### Дослідження похоронного покою
До лютого 1923 рік весь простір передпокою дослідили й розчистили. 17 лютого дослідники розпочали розкривати двері у похоронну камеру. Щоб уникнути можливих пересудів, розкриття відбувалося перед глядачами з поміж офіційних осіб Служби старожитностей і єгипетської влади, які розташувалися в кріслах перед стіною. Картер вчинив так само, як і з попередніми перекриттями: попередньо зробив невеликий отвір і освітив внутрішній простір. З першого погляду досліднику здалося, що перед його очима виднілася ціла стіна з золота. Просування затрималося на дві години, оскільки археолог виявив розсипане злодіями намисто. Поки він педантично збирав кожну намистину, глядачі терпляче чекали. Після відкриття проходу перед вченим та спостерігачами постала позолочена стіна гігантського ковчега, завдовжки понад 5 метрів, який закривав саркофаг і займав практично всю кімнату. Від стін його відділяли проходи не більші за 0,65 м завширшки, так що пройти всередину всім охочим можливості не було. Стіни прикрашали сюжети похоронних ритуалів з книги Амдуат. Похоронна камера виявилася поглибленою відносно передпокою приблизно на 1 метр. У східній стіні ковчега, що прекрасно зберігся, було виявилено дверцята. Конструкція з вкладеними ковчегами та саркофагами сюрпризом для археологів не стала, однак наяву вчені бачили її вперше. Відкривши дверцята, дослідники виявили внутрішній ковчег і на ньому виявилися неушкоджені печаті. Вміст ковчегів і мумія фараона не постраждали.
У західній стіні знаходився незамурований прохід до скарбниці. Тут збереглися похоронні предмети найвищого художнього рівня. Вхід в неї, як наказано Книгою мертвих, охороняли символи загробного світу: статуї бога-шакала Анубіса на ношах, і голова корови Мехурт (одне із втілень богині Хатхор). У центрі кімнати впадав у око оббитий золотом ковчег і чотири статуетки богинь в охоронних позах навколо нього. Статуетки справили найбільше враження на Картера серед усього, що він виявив у скарбниці гробниці. Огляд показав, що злодії побували й тут. Втім, на перший погляд найцінніші предмети (статуї й малий золотий ковчег) пошкоджені не були. Картер розпорядився тимчасово закрити скарбницю дерев'яними дверима, щоб вона не відволікала, і взятися за неї пізніше.
Сезон 1923—1924 років почався в грудні. Команда дослідників планувала займатися тільки похоронним покоєм. У тісному приміщенні з допомогою складної системи риштувань, лебідок та блоків один за одним були розібрані чотири ковчеги, вкладених один в іншій. Дерев'яні ковчеги завтовшки понад 30 мм прикрашені орнаментом і позолотою. Окремі елементи досягали маси 750 кг. Тільки розбирання ковчегів зайняла 84 дні. 3 лютого 1924 року за четвертим ковчегом дослідники виявили саркофаг, вирізаний з монолітного червоного кварциту, розмірами: 2,75 м завдовжки, 1,5 м завширшки й 1,5 м заввишки. Закривала його гранітна плита масою понад тонну. Вона тріснула посередині й підняти її лебідками було надзвичайно складно. 12 лютого 1924 року дослідники урочисто підійняли гранітну кришку кварцитового саркофага. Це був момент тріумфу для Картера і всієї команди. Вперше в історії науки, єгиптологи побачили наяву золоту труну фараона. На цьому роботи в гробниці довелося зупинити.

### Криза
Відкриття гробниці збіглося з періодом змін в політичному житті країни та ускладненням єгипетсько-британських відносин. З 1882 року, після війни, Єгипет перебував під протекторатом Великої Британії. З 1919 року в суспільстві почалися масові виступи за визнання незалежності країни. 28 лютого 1922 року підписано Декларацію незалежності Єгипту.
Питання про те, де залишаться знайдені скарби, перед початком концесії не обговорювалося. Договір концесії ясно цей момент не тлумачив. Мумія і саркофаги, якщо такі будуть знайдені, повинні були перейти у володіння держави. Рештою знайдених скарбів розпоряджалися б британці й, скоріш за все, вони розподілилися б між Службою старожитностей, особистою колекцією Карнарвона і декількома провідними західними музеями. Аби відкриття в Долині Царів було зроблено десятьма роками раніше — так би й сталося. Відомо, що Картер обіцяв представнику Метрополітен-музею містеру Літгоу, поділитися частиною скарбів, на знак вдячності за його допомогу. У нових реаліях договір концесії необхідно було переглянути. Історично склалося так, що Службою старожитностей Єгипту, яка і підписувала дозвіл на розкопки, керували французи, які перебували в складних відносинах з англійцями. Свого часу Масперо заборонив Картеру займатися дослідницькою роботою в Єгипті. Хоча він же надалі й зняв заборону і рекомендував Картера Карнарвону, як знавця єгипетського мистецтва. Прийшовши на зміну Масперо в 1914 році новий директор Служби старожитностей П'єр Лако займав відверто проєгипетську позицію.

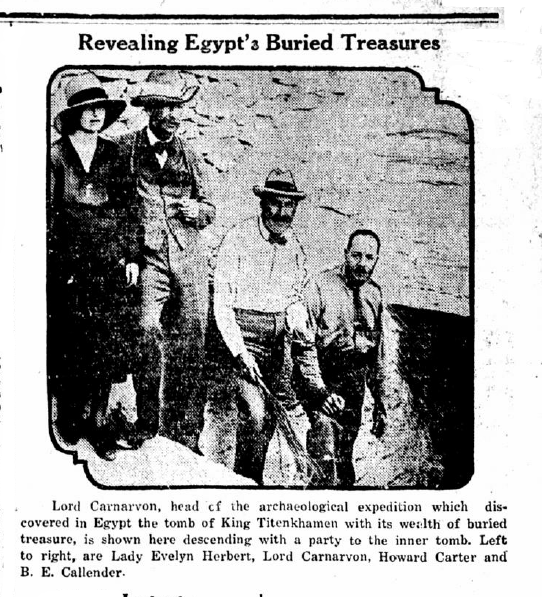
Публікація в одній з американських газет 1922 року

Відкриття в Долині Царів, що стали популярною у світовій пресі темою, породили бурхливу полеміку і всередині країни. Єгипетську громадськість зовсім не влаштовував незрозумілий статус британської експедиції: кому відійдуть знайдені артефакти. Відомий своїми антибританськими виступами поет Ахмед Шаукі, закликав одноплемінників шанувати пам'ять предків і не допустити вивезення національного надбання. До його голосу приєдналися й представники інших країн арабського світу. Місцева преса наполягала на перегляді ексклюзивних прав на висвітлення подій розкопок, переданих Times. В «Аль-Ахрам» та інших газетах в лютому-березні 1923 року вийшла серія матеріалів, з питаннями спрямованими на адресу уряду Саада Заглула. Договір на концесію та права освітлення в пресі довелося переглянути. В результаті протестів змінилося керівництво Служби старожитностей.
Тиск з боку преси, непорозуміння, які виникли з представниками єгипетської влади, породили сварку між двома головними дійовими особами. В лютому 1923 року Картер попросив Карнарвона не відвідувати його будинок. Втім, розгорітися сварка не встигла. У березні 1923 року лорд Карнарвон раптово помер від пневмонії. Сумна подія значно сповільнила хід робіт.
13 лютого 1924 року, на наступний день після відкриття першого золотого саркофага Тутанхамона, Говард Картер зібрався запросити в похоронний покій делегацію дружин членів його команди. Однак захід було зірвано через заборону недавно призначеного міністра публічних робіт (minister of public works) Моркоса Бей Ханна. Картер оскаженів і відмовився продовжити роботи в гробниці. Він замкнув ґрати в гробниці й оголосив страйк. Гранітна кришка так і залишилася висіти на тросах над Кварцитовим саркофагом. Почалося жваве листування з єгипетською владою, Картер залучив адвокатів. У всьому він звинувачував П'єра Лако, хоча той був лише виконавцем волі міністра публічних робіт. Відбувши в Англію, у своєму номері готелю в Луксорі Картер залишив записку.

У зв'язку з нестерпними обмеженнями та грубощами з боку Міністерства публічних робіт і його Служби старожитностей всі мої колеги, в знак протесту, відмовилися брати участь в наукових розробках в гробниці Тутанхамона. Гробниця буде закрита і ніяких робіт проводитися не буде.
Оригінальний текст (англ.)
Owing to impossible restrictions and discourtesies on the part of the Public Works Department and its Antiquities Service, all my collaborators in protest have refused to work any further upon the scientific investigations of the discovery of the tomb of Tutankhamen. The tomb will be closed, and no further work can be carried out.

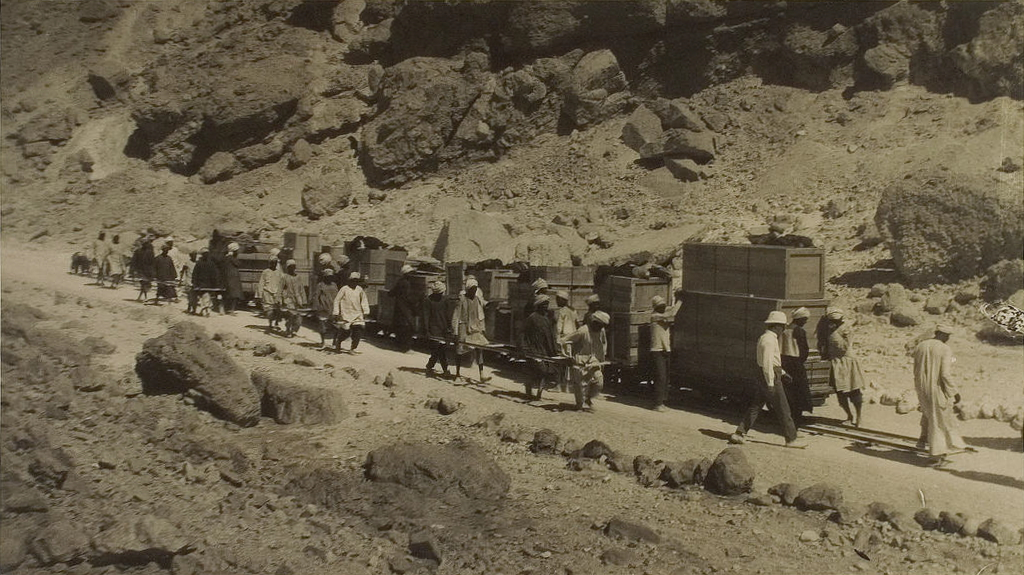
Транспортування знахідок по тимчасовій залізниці

Дізнавшись про це, Говард Картер відмовився від будь-яких претензій, а відповідальність за весь вміст гробниці поклав на Службу старожитностей. Повернувшись до Англії, Картер підлив масла у вогонь конфлікту, опублікувавши їдкий памфлет про причини страйку, в якому досить гостро відзивався про місцевих чиновників і французьке керівництво Служби старожитностей. Навіть прихильники Картера зауважили, що він явно перегнув палицю, і шлях до Єгипту йому тепер заборонений. Демарш англійця привів до нової серії публікацій в єгипетській пресі, яка перебувала на боці правлячої партії Вафд, мусувати тему «засилля іноземців». Окремі ліберальні видання зайняли сторону Картера. У березні відбулася перша парламентська сесія нового незалежного уряду Єгипту. «Тема Тутанхамона» розділила парламентарів.
У Великій Британії повідомлення про відкриття гробниці викликало великий інтерес. Після світової війни, економічного спаду і перед прийдешнім розпадом імперії мешканці країни потребували хороших новин. 23 квітня 1924 року в передмісті Лондона Вемблі відкрилася Британська імперська виставка. Англійська громадськість, що чекала експозиції оригінальних предметів з всесвітньо відомої гробниці, була розчарована. Глядачам представили тільки копії. Британська преса (журнал «Outlookruen»), тим часом, вправлялася в дотепності, називаючи єгиптян «дітьми, що загралися у свій уряд» і іронізувала над інтересом до древньої історії країни, що несподівано прокинувся. «Панч» на своїх сторінках запитував: «Який імперський статус Єгипту: Хедіват чи протекторат під управлінням Говарда Картера?». Daily Express відзначала, що несподівано пробуджений дух незалежності змушує розглядати скарби, як частину національного багатства Єгипту.

### Розв'язання кризи

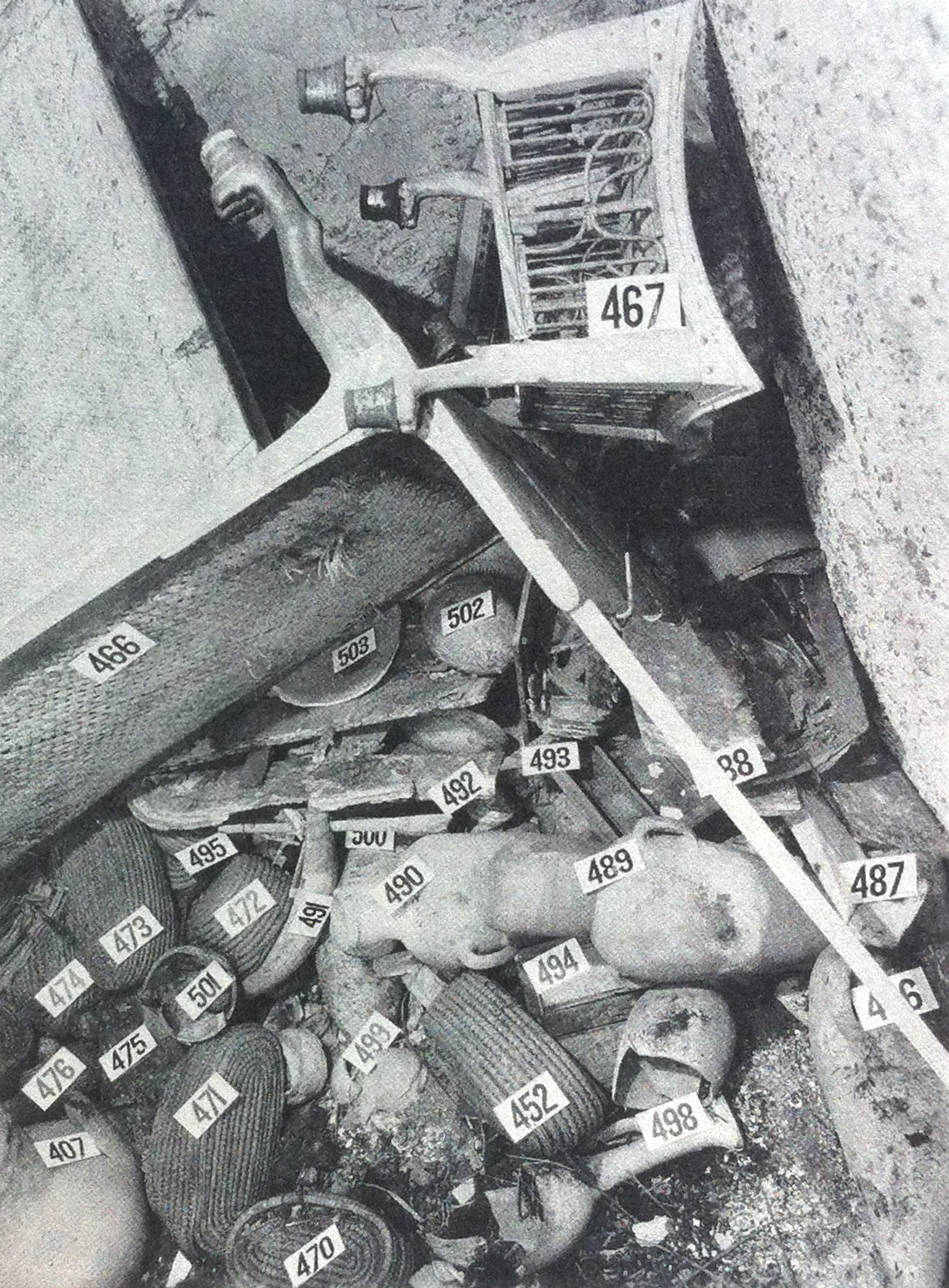
Приклад нумерації амфор в боковій камері

Сезон 1923—1924 року було зведено нанівець. Повернувшись додому, Картер взяв участь у великому лекційному турі по США та Європі. Його виступи мали величезний успіх і сприяли розвитку «єгиптоманії» у всьому світі. На лекції в Карнегі-холі в Нью-Йорку було присутньо 2500 слухачів. Англійський вчений удостоївся запрошення на прийом до королеви Мері й до президента США Калвіна Куліджа. Після поїздки за океан і по Європі вчений кілька охолов від переживань і дослухався до думки колег про те, що йому варто задуматися про примирення. Влітку Картер домовився з вдовою Карнарвона Альміною, що договір на розкопки продовжиться від її імені.
Розв'язання кризи було пов'язано з подіями, що до археології мали досить далекий стосунок. 19 листопада 1924 року терористами в Каїрі був застрелений генерал-губернатор Судану Лі Стек. Верховний комісар Едмунд Алленбі, за сприяння короля Фуада, домігся зміщення Саада Заглула. На посту прем'єр-міністра його замінив Ахмед Зейвар зі своїм маріонетковим урядом. Для припинення ескалації Алленбі домовився про 500 тис. фунтів відступних та дозвіл Говарду Картеру продовжити роботи в гробниці Тутанхамона. Алленбі посадив за стіл переговорів Картера і Зейвара. В результаті, в грудні вони дійшли згоди. Єгипетська сторона спробувала наполягти на тому, що мумія повинна бути відкрита уже в цьому сезоні, але Картер відповів, що розробки підуть суворо за планом. Відкриття мумії відбудеться не раніше наступного сезону. Картеру вдалося переконати протилежну сторону обмежити потік туристів в Долину. Альміна Карнарвон домовилася про припинення дії ексклюзивних прав газети Times в висвітленні новин і отриманні деякої компенсації за витрати на концесію. Так, після 10 місяців конфронтації, суперечка припинилася і Картер, без особливого галасу в пресі, повернувся в Єгипет, продовживши дослідження в Долині Царів.
Картер побоювався, що гробниця і тимчасова лабораторія залишилися під час кризи без нагляду. Однак все виявилося у відносному порядку, і практично нічого не постраждало. Пропало лише полотняне покривало, виявлене в саркофазі й відносно добре збереглося за 3000 років. Картер спеціально запросив Ньюберрі з Англії подивитися на унікальний зразок тканого матеріалу. Однак місцеві робітники використовували покривало як ганчірку.

### Дослідження саркофагів і скарбниці

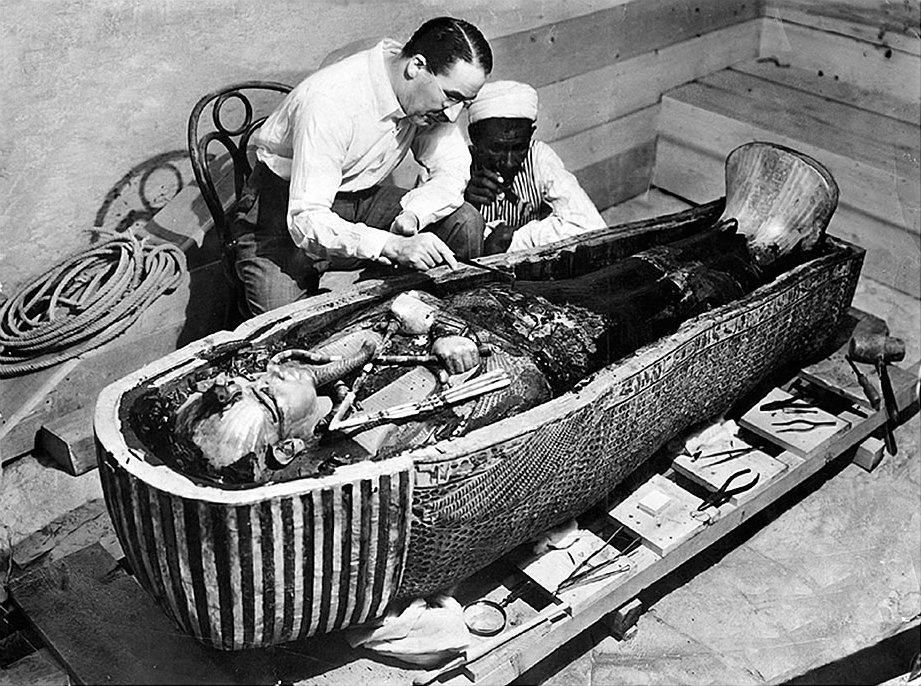
Говард Картер вивчає третій золотий саркофаг Тутанхамона. Помітна наявність налитої в саркофаг суміші для бальзамування.

Концесія по дослідженню гробниці продовжилася в черговому сезоні з січня по травень 1925 року. Усередині саркофага дослідників чекало три саркофаги та мумія всередині останнього. Однак вченим тут довелося зупинитися, їм належало акуратно розібрати й винести частини ковчегів — всього близько 300 предметів, які були тимчасово складені в похоронному покої. Ці роботи тривали до травня 1925 року.
У жовтні 1925 року археологи розпочали досліджувати труни-саркофаги. Тільки в першому з них були передбачені ручки, завдяки яким його вдалося підняти з кварцитового саркофага. З іншими двома довелося неабияк потрудитися і придумати спеціальну конструкцію з петлями для підйому лебідками. Операцію сильно ускладнив звичай древніх єгиптян рясно умащувати мумію смолами й духмяними оліями. Їх було вилито у внутрішній саркофаг кілька відер. Останній — третій саркофаг був відлитий із золота. Останній і передостанній саркофаги частково приклеїлися один до одного вилитою в них сумішшю смол і олій. Спочатку їх довелося підіймати разом. Після цього вдалося розгледіти мумію і чудовий зразок давньоєгипетського мистецтва — маску з кованого золота, що покривала її голову. Для того, аби відділити саркофаги й мумію одне від одного дослідникам довелося акуратно поставити конструкцію на підставки й нагріти її примусами. Сама мумія і дерев'яні елементи охолоджувалися пластинками цинку і мокрими ковдрами. Після цієї вельми ризикованої операції всі елементи вдалося роз'єднати й звільнити мумію для подальшого вивчення. Подекуди поверхню всередині саркофагів від затверділої суміші смол та олій довелося звільняти за допомогою стамесок.
16 листопада розпочали вивчати мумію. Якнайобережніше її поступово відділили від тканини, якою вона була обгорнута, і надали для вивчення анатомам. У листопаді 1926 року дослідники завершили роботи в гробниці та перейшли в скарбницю. Найбільш вражаючою в ній була золота скринька, оточена чотирма скульптурними зображеннями богинь що, згідно з поховальним обрядом, містила канопи з нутрощами фараона. Скарбниця також значно постраждала від злодіїв, більшість ювелірних виробів було викрадено або пошкоджено. У приміщенні виявлено скриньки, вази, а також ще дві мумії мертвонароджених дітей жіночої статі в маленьких саркофагах. Найбільш ймовірно, що це діти Тутанхамона й Анхесенамон. Ще один маленький ковчег містив усередині пасмо волосся, що належало, судячи з нанесених ієрогліфів, цариці Тії, бабусі Тутанхамона.

### Завершення досліджень експедиції Картера
У сезоні 1926—1927 року повністю сформувався порядок дослідження предметів, знайдених у гробниці. Їх позначали певними порядковими номерами на місці, фотографували й в разі потреби фіксували. Іноді доводилося розбирати габаритні предмети, такі як ковчеги й колісниці. Потім предмет акуратно витягували та переносили в похідну лабораторію в сусідній порожній гробниці. Там його фотографували, описували та готували до відправки в Каїр. Ажіотаж від відкриття трохи спав, і візитери не так турбували команду дослідників.
Робота просувалася повільно, болісно повільно, і вимагала максимального нервового напруження. Кожен з нас весь час відчував тягар страшної відповідальності. Це почуття знає кожен археолог, якщо у нього наявна «археологічна совість». Предмети, які він знаходить, належать не лише йому, і археолог не має права поводитися з ними, як йому заманеться, зберігаючи те, що припало до душі, і відкидаючи те, що не сподобалося. Ці предмети — дар, переданий минулим сьогоденню, тоді як археолог, через чиї руки вони проходять, — всього-на-всього привілейований посередник. І якщо сума відомостей, що містять ці предмети, зменшується через його недбалість, неумілість чи невігластво, він усвідомлює, що вчинив найтяжчий з точки зору археологічної науки злочин. Знищити якийсь речовий доказ дуже легко; відновити ж його неможливо. Досить через втому, а іноді через поспіх залишити без обробки якусь незначну деталь або провести обробку не до кінця, нашвидкуруч, — і ви вже ризикуєте назавжди втратити ту єдину можливість, яка дозволяє збагатити наші знання новим важливим фактом.

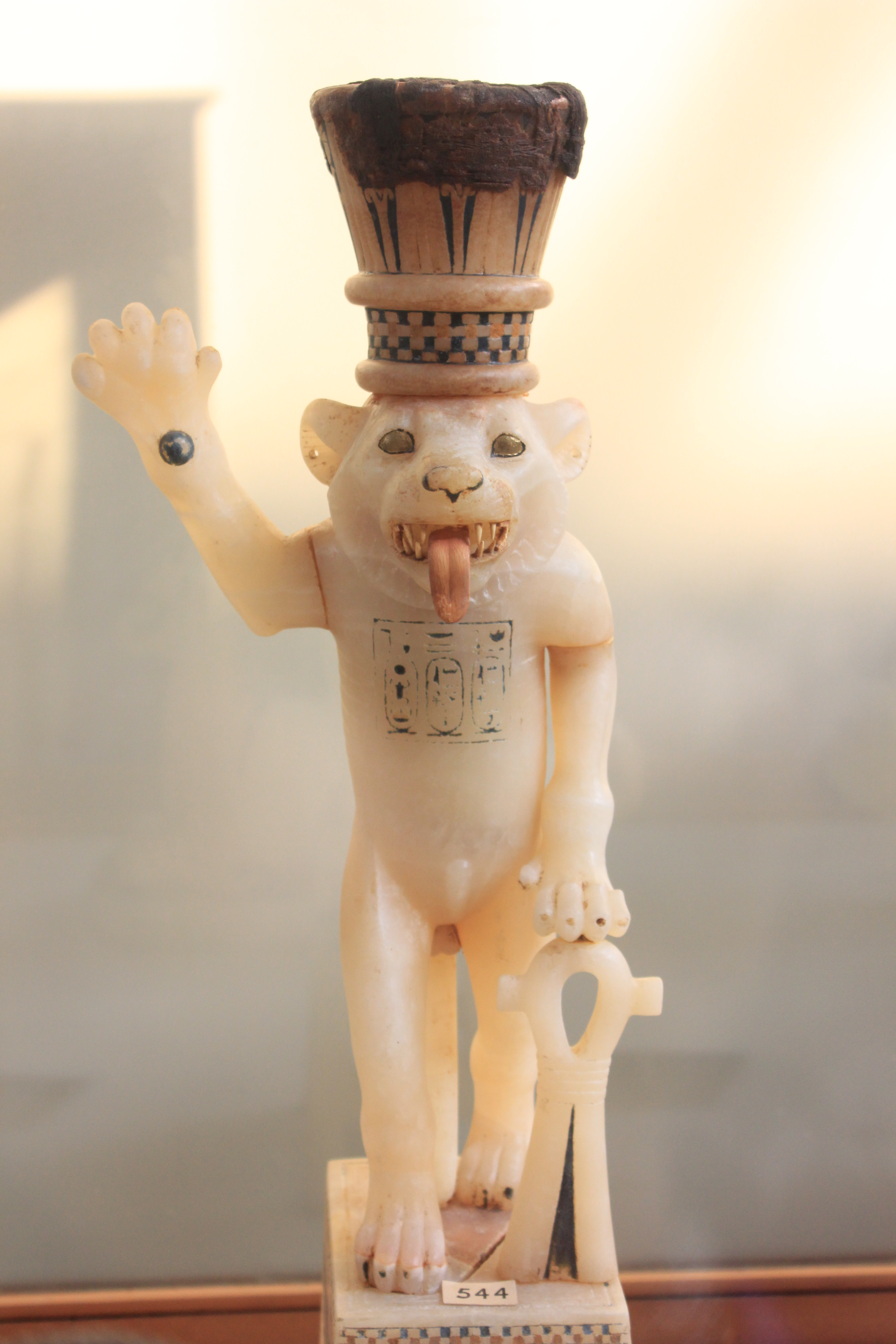
Посудина з кальциту в вигляді Беса. Каїрський музей

Сезон 1927—1928 року переважно був присвячений дослідженню комори та загальній каталогізації артефактів. Початкове призначення комори полягало у зберіганні харчів, напоїв і духмяних олій для фараона, та як підсобне приміщення й склад при будівельних роботах. Лише кошиків і посуду з їжею було знайдено 116 одиниць. Загальний обсяг самої лише олії для Ка фараона становив приблизно 350 літрів. Через активність відвідувань і велику кількість різноманітних знахідок, розбір комори залишили наостанок. Для того, щоб спокійно виносити артефакти з комори у звільнений передпокій, зберігати їх і сортувати, було потрібно багато вільного місця. Всього в коморі дослідники нарахували понад 2000 предметів, поділених на 283 групи.
Було виявлено велику кількість різноманітних статуеток ушебті, меблів, одягу. Виносити предмети довелося в умовах обмеженого простору, рухаючись по натягнутих над підлогою тросах. Переміщаючись з півдня на північ в закритому приміщенні без вентиляції, дослідники поступово виносили знахідки в передпокій. Навесні 1928 року основні роботи закінчилися. Останній предмет з гробниці дістали в лютому 1930р. Останній запис в робочому щоденнику Картера про дослідження гробниці датується листопадом 1930 року.
Повністю дослідження добігло свого завершення в 1932 році, коли була складена перша редакція каталогу об'єктів гробниці. З 1923 року Картер почав публікацію фундаментальної роботи «Гробниця Тутанхамона». Її третій том вийшов у 1933 році. Повний шеститомний каталог Картер закінчити не встиг — в останні роки життя до теми гробниці інтерес він втратив, а в 1939 році помер.
Ще в листопаді 1923 року Фліндерс Пітрі так оцінив значення роботи Картера:
Можна сказати лише одне — наскільки ж нам пощастило, що все це опинилося в руках Картера та [Альфреда] Лукаса.

### Післявоєнна історія досліджень
Після 1933 року і смерті Картера майже три десятиліття про гробницю та її скарби публікацій практично не було. Матеріали досліджень археолога було передано до Інституту Гріффіта (входить до Оксфордського університету). Доступ в Долину Царів для іноземців було обмежено, Форин-офіс, уникаючи ускладнень, вважав за краще на уряд Єгипту не тиснути. Можливо, Картер чи Карнарвон з Єгипту окремі артефакти все ж вивезли, і англійська сторона не хотіла розголосу. Британський єгиптолог Генрі Джеймс відзначав, що в післявоєнний період дивним чином про гробницю писати було не прийнято, настільки «заїждженої темою» вона була. 1946 року вийшли у світ щоденники Картера, чим практично й обмежуються публікації на дану тему. У період з 1934 по 1960 рік Британською бібліотекою зареєстровано всього три публікації про гробницю та її спадщину. Вплив Великої Британії та Франції в Єгипті зменшився. З 1926 року французам довелося покинути більшість державних постів у відомствах, що стосувалися археології. Відкриття всіляко сприяло розвитку єгипетської археології.

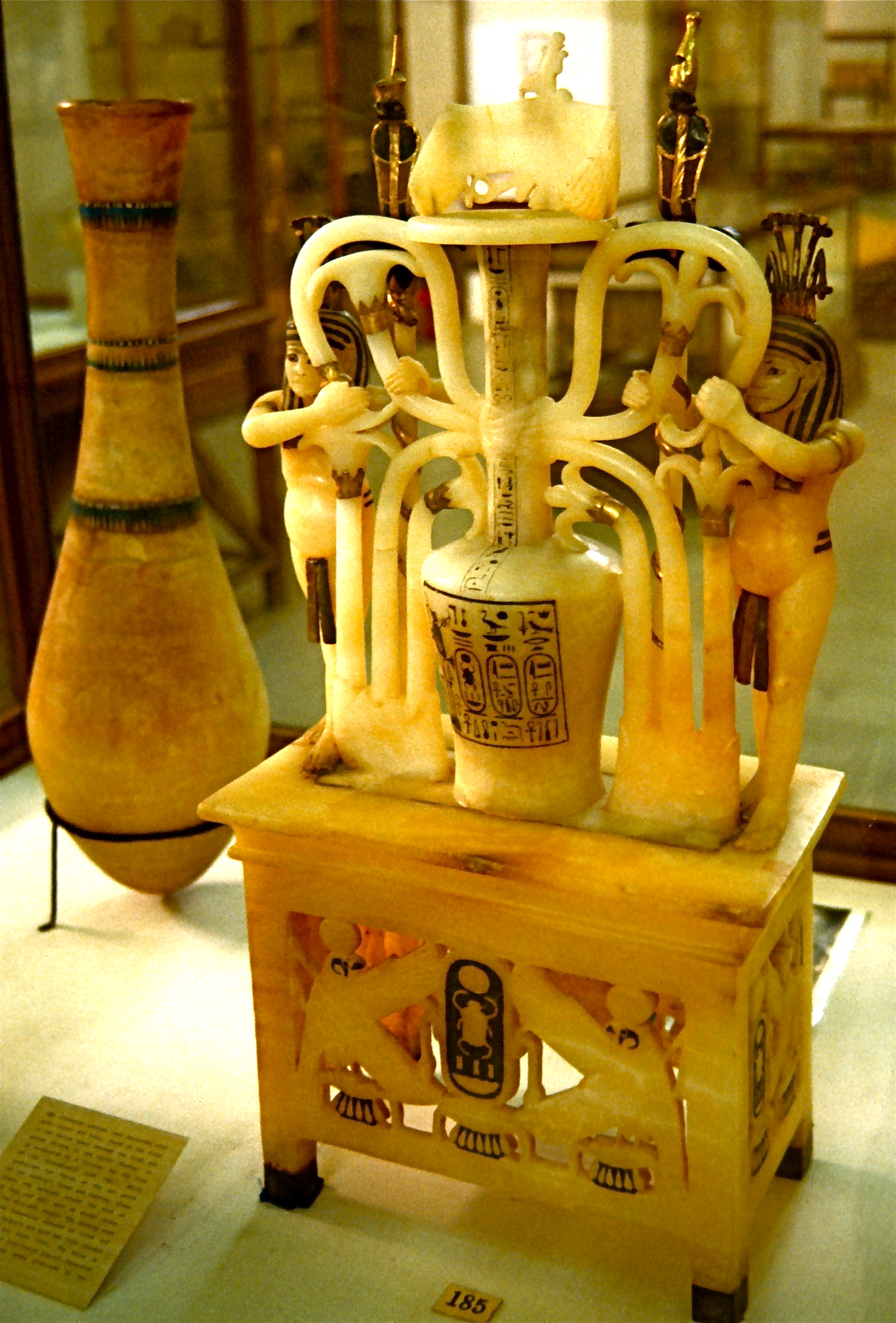
Алебастрова посудина з емблемами довголіття та символами двох царств

Змінилася ситуація після революції 1952 року і приходу до влади уряду Насера. 1961 року відбулася перша іноземна виставка скарбів гробниці Тутанхамона в США. ЮНЕСКО тим самим привертала увагу світової спільноти до загрози затоплення храмового комплексу Абу-Сімбел, у зв'язку з будівництвом Асуанської ГЕС. Долю виставки вирішив Джон Кеннеді, який переконав Конгрес США асигнувати кошти на порятунок Абу-Сімбел. Експозицію у Вашингтонській національній галереї мистецтв відкрила перша леді Жаклін Кеннеді. Скарби гробниці в ході першого великого туру 1960-х років експонувалися у багатьох країнах світу (Велика Британія, Японія, Канада). Поверненню зацікавленості вчених і публіки сприяли перші кольорові професійні фотографії скарбів гробниці, зроблені Крістіною Дерош-Ноблькур. 1963 року вона підготувала каталог для майбутньої виставки в Луврі.
На початку 1970-х скарби Тутанхамона знову стали предметом політичної гри. 1972 року наукова спільнота відзначала 50-річчя відкриття гробниці та планувалася нова серія виставок. Директор Метрополітен-музею Томас Ховінг попросив єгипетську сторону організувати ще одну американську серію виставок. Проте, Анвар Садат вважав за краще відправити колекцію в СРСР, тодішнього союзника арабської держави. У 1973—1974 роках скарби експонувалися в Москві, Ленінграді та Києві. Виставка мала успіх, — музеї не могли вмістити всіх охочих і квитки продавали обмежено, як на кіносеанси. 1974 року Річард Ніксон в ході свого близькосхідного візиту особисто попросив Анвара Садата сприяти в організації виставок. 1974 року відбувся розворот зовнішньоекономічної політики Єгипту в бік США, і уряд домовився про відправку скарбів за океан. Експозиція з 55 предметів викликала справжній фурор. Серія виставок в 6 містах США в 1976—1979 роках принесла понад $200 млн на продажах квитків. Несподівано висока увага аудиторії дозволила казати про повернення інтересу до історії, для багатьох з відвідувачів це стало першим в житті походом в музей. Генрі Кіссінджер зазначив, що виставковий тур зробив значний внесок у налагодження мирного процесу на Близькому Сході. Серія виставок значною мірою сприяла зміцненню міжнародних зв'язків між найбільшими музеями світових культурних столиць. Значний фінансовий успіх виставки вплинув на зміну бізнес-моделі функціонування американських музеїв їх реорганізацією. За словами єгиптолога Томаса Ховінга, відтепер музеї орієнтувалися на публіку, розвивали розважальний та освітній потенціал, не обмежуючись суто науковою стороною. Вчений критикував підхід Говарда Картера, який свого часу намагався одноосібно «володіти» гробницею й утруднював доступ до неї вченої спільноти та звичайних відвідувачів.

### Сучасний стан

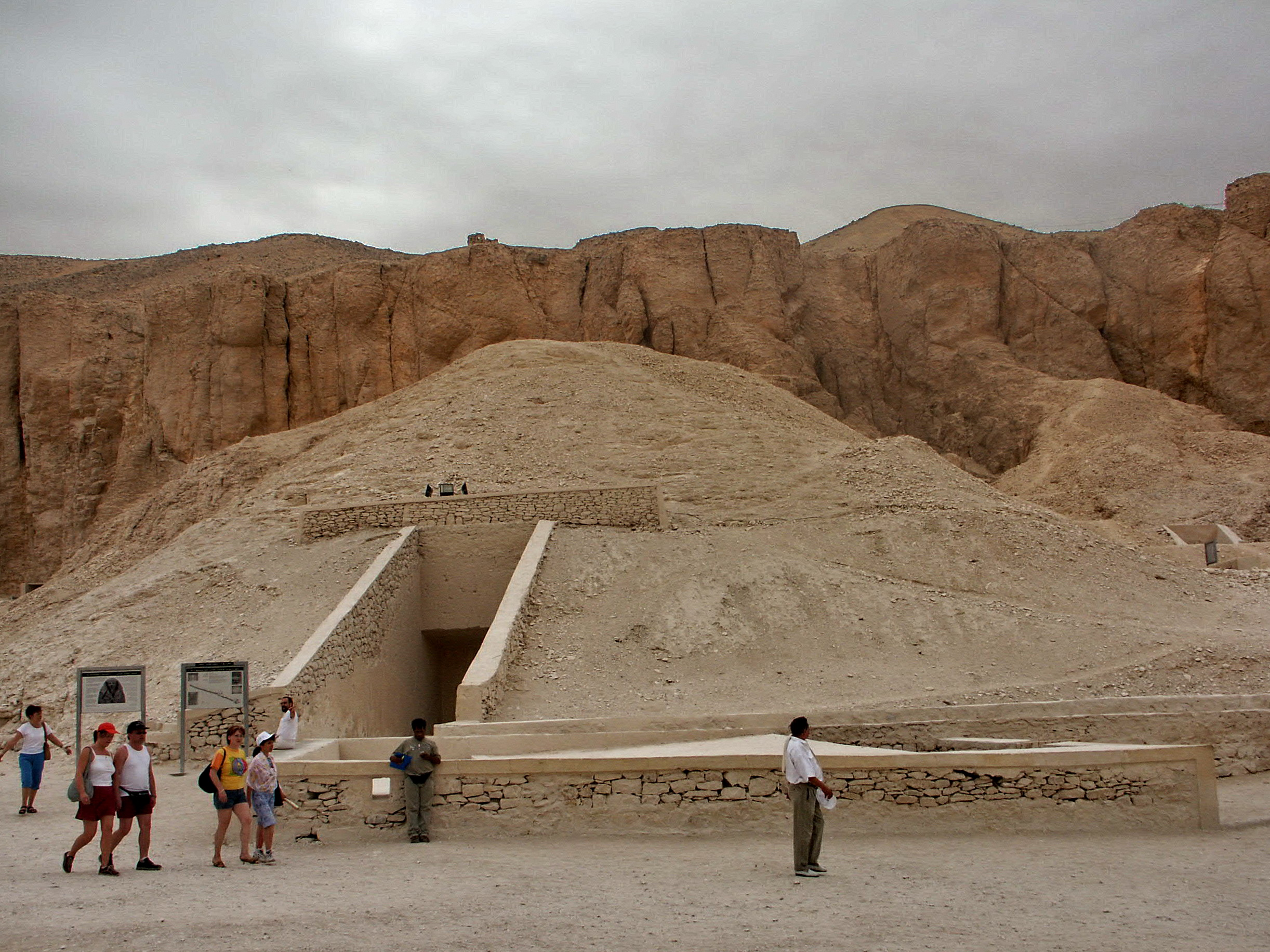
Гробниця Тутанхамона в 2004 році. На задньому плані видно вхід у гробницю KV9 Рамсеса VI

Значна частина скарбів гробниці Тутанхамона нині зберігається в Каїрському єгипетському музеї. Невелика підбірка зберігається в Луксорському музеї (скриньки, зброя, моделі кораблів). Окремі предмети залишилися в одній з гробниць Долини Царів в закритому сховищі. Зразки рослин з похоронних вінків експонуються в гербарії Сільськогосподарського музею Каїра.
До 2012 року гробниця була відкрита для відвідування туристами. У похоронній камері залишено кварцитовий саркофаг з мумією Тутанхамона під склом. У гробниці можна побачити фрески та штукатурку від перекриттів з печатками фараона [136], що частково збереглася. 2009 року дослідження показали значне погіршення стану фресок через вологість, і тому у 2012 році доступ до гробниці закрили. 2014 року приблизно за півтора кілометра від оригінальної гробниці відкрилася копія, створена компанією «Factum Arteruen». У справжню гробницю також можна потрапити, але в обмежений період і дорожче.
У 2015 році після георадарного сканування гробниці японськими фахівцями з'явилася версія про таємну кімнату за північною стіною похоронного залу Тутанхамона. Британський археолог Ніколас Рівз висловив припущення, що знайдена кімната може бути гробницею Нефертіті. Проте подальші дослідження Національного географічного товариства (National Geographic Society) і команди італійських вчених під керівництвом фізика Франко Порчеллі з Політехнічного університету Туріна довели відсутність прихованих внутрішніх або прилеглих до гробниці Тутанхамона приміщень, про що 6 травня 2018 офіційно повідомив міністр старожитностей Єгипту Халед аль-Анані.

### Опис гробниці
Гробниця висічена в білому вапняку в одному з пагорбів Долини Царів. Вхід в неї розташований поруч з гробницею Рамсеса VI, йдучи під неї вглиб. Комплекс приміщень KV62 порівняно невеликий: приблизно 21 на 14 метрів. Будівельники використовували невелику природну печеру і розширили її під кілька прямокутних кімнат. Приміщення гробниці знаходяться приблизно на вісім метрів нижче поверхні землі.
| |  |  |
| Ліворуч: церемонія відкривання уст за участі Ейе Праворуч: західна стіна похоронної камери прикрашена сценою Амдуат, північна стіна показує Тутанхамона з його Ка (душа) перед Осірісом. Внизу помітно частину кварцитового саркофага, нині вкритого склом |  |  |

Тутанхамон помер приблизно в березні-квітні 1323 року до н. е., про що свідчать квіти з похоронного вінка: водяні лілії, волошки, плоди мандрагори. За заведеним ритуалом, поховали його приблизно через 70 днів після смерті. За оцінками дослідника Маріанни Ітон-Краус, лише на перегравіювання кварцитового саркофага мало піти близько 800 людино-годин. Звідси можна скласти уявлення про трудовитрати на підготовку гробниці для поховання. На її будівництво могло піти кілька місяців.

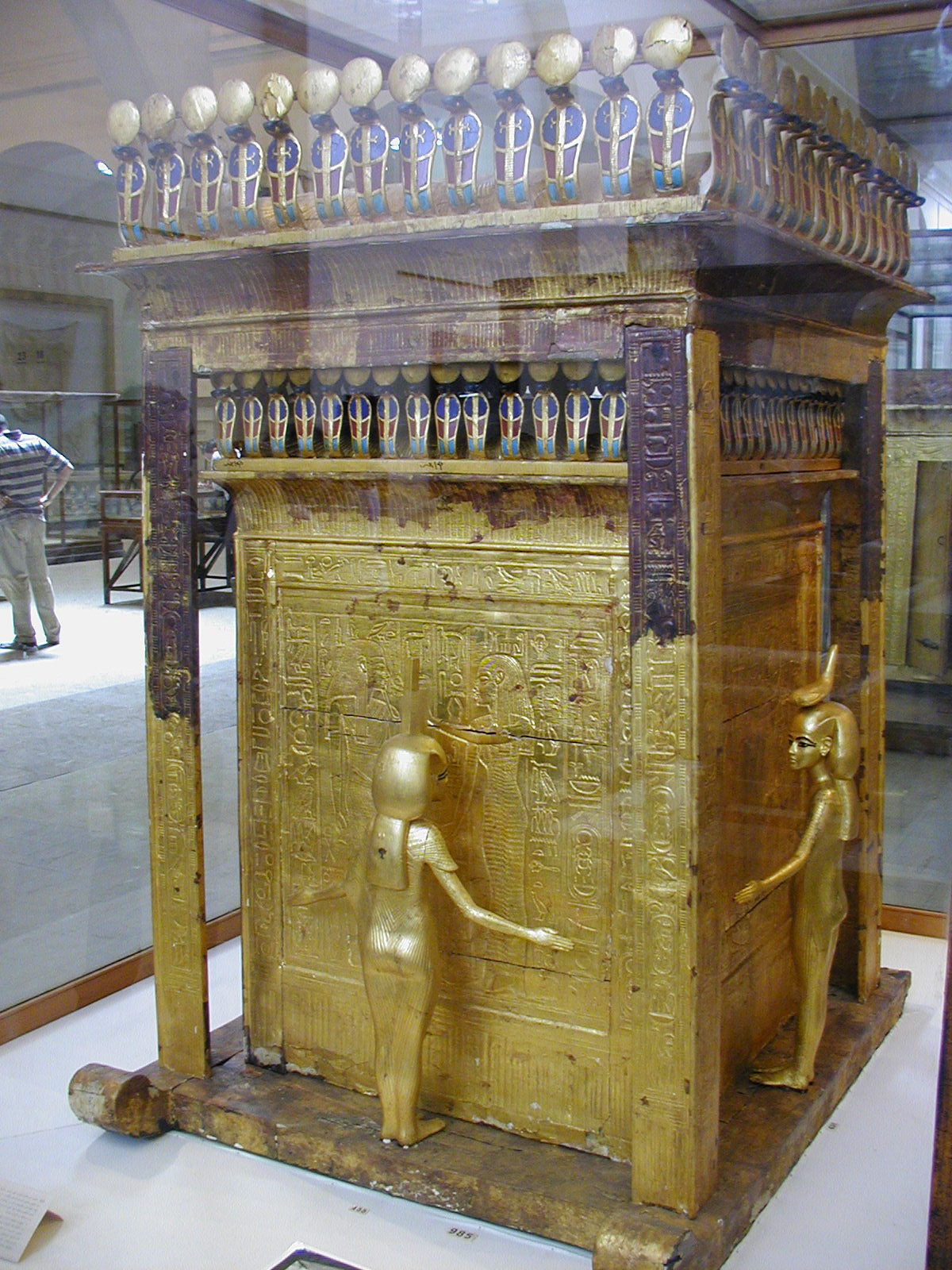
Золотий саркофаг з канопами

Гробниця набагато простіша за внутрішнім плануванням і менша в розмірах, ніж поховання інших правителів в Долині. Є всі підстави вважати, що спочатку вона не призначалася для першої особи держави, але пізніше була добудована, щоб відповідати необхідним умовам. У ній немає анфілади кімнат, запобіжних коридорів і серії сходів, які можна знайти в інших спорудах того ж періоду. План приміщень KV62 схожий, наприклад, з невеликою гробницею KV46, призначеною для близьких родичів фараона. За поширеною версією, гробниця призначалася жінці, можливо дружині Ехнатона. Тіснота гробниці, безперечно, значно ускладнила роботу будівельників і теслярів при збиранні великогабаритних ковчегів. Їх елементи ледь проходили крізь отвори, і, найімовірніше, кам'яна стіна між переднім і похоронним покоями була зведена вже після складання комплексу саркофагів і ковчегів. Схожість з царськими усипальницями вбачається в тому, що похоронний покій розписаний всередині згідно з приписами похоронного ритуалу та має чотири ніші, орієнтовані по чотирьох сторонах світу, з магічними фігурками всередині.
Гробниця містила велику кількість предметів переважно культового призначення, а також побутових предметів, інструментів, зброї і ювелірних виробів. Всього в гробниці виявлено та описано 5'398 предметів. Деякі не вдалося врятувати й зберегти — попри запобіжні заходи, вони розпалися при спробі винести їх назовні. До 60 % предметів зі скарбниці було втрачено для дослідження через злодіїв і дію часу, особливо постраждали дрібні ювелірні вироби та посуд для духмяних олій. Скласти уявлення про зниклі об'єкти допомогли списки, які докладалися на кришках скринь і шкатулок. Все те, що знаходилося всередині похоронних ковчегів, не постраждало.
Завдяки Туринському Папірусу й Папірусу Амхерста, дослідники мали попереднє уявлення про планування гробниці та вміст саркофага. Дослідження залишило суперечливе враження. З одного боку, все було ретельно організовано по давно заведеному обряду поховання; з іншого — археологи постійно стикалися зі слідами поспіху й халатного ставлення будівельників і ремісників. Наприклад, дверцята похоронного ковчега повинні були дивитися на захід (судячи з позначок), але, з незрозумілих причин, виявилися спрямованими на схід. Богинь, що оточували ковчег з канопами, також переплутали: Селкет виявилася на півдні, а Нефтида — на сході. Збірка ковчега явно велася в поспіху — деякі елементи підганялися ударами кувалди, про що свідчать глибокі вм'ятини на листовому золоті. Подекуди були виявлені покинуті будівельні інструменти та неприбрана стружка.

## Оцінка та опис

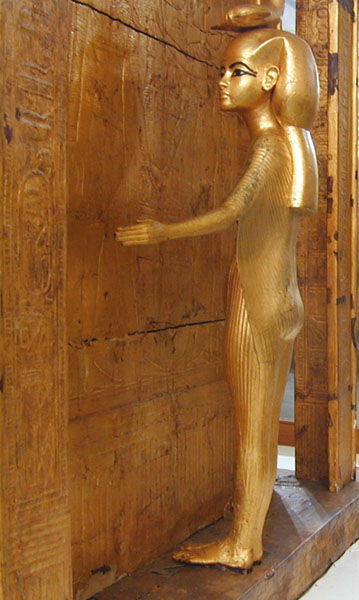
Фігура богині Селкет поруч із золотим ковчегом. Каїрський музей (JE 60686)

### Найважливіші артефакти
Предмети, знайдені в гробниці, відображають всі сторони єгипетського побуту, жанри мистецтва, ілюструють релігійні та похоронні ритуали. Об'єкти явно збиралися з різних джерел. Артефакти демонструють різні стилі, свідчать про активний товарообмін з сусідніми країнами. Аналогічно фрескам, більшість зразків прикладного мистецтва в гробниці демонструють суміш фіванського та амарнського стилів. Безсумнівно, багато предметів було створено ще в момент розквіту стилю Ехнатона. Картер в ході досліджень відзначав високий ступінь збереження предметів за більш ніж три тисячі років. Не збереглася лише шкіра в деталях збруї, нитки в намистах.
Одна з двох схожих статуеток, виявлених в гробниці, відомих як «Фараон на леопарді», викликала полеміку серед єгиптологів. На думку одних дослідників, це фіванський стиль, на думку інших — амарнский. Як вважав Ніколас Рівз, фігура має жіночі риси. Можливо, це Кийа або Нефернефруатон. У свою чергу, Ітон-Краус вважала, що в статуетці зображений чоловік, але в гротескному стилі. Складно судити, чому честі бути зображеною в царському одязі та з регаліями була вшанована жінка. Також важко пояснити, чому фараону надали жіночих рис.
Всього в гробниці виявлено 6 колісниць, чотири з яких перебували в передпокої. Два екіпажі Картер відніс до парадних, оскільки вони були багато оздоблені листовим золотом, інкрустовані напівкоштовним камінням, на кузовах збереглися фільонки з плоским рельєфом. Осі колісниць виготовлені з твердих порід дерева. Колісниці постраждали від злодіїв, які намагалися відламати від них золоті елементи. Крім того, колісниці були занадто великими й ще при спорудженні гробниці будівельники частково розпиляли їх, щоб без перешкод внести всередину. Шкіряні частини збруї за три тисячі років не збереглися. Колеса виявилися в хорошому стані, демонструючи високий рівень майстерності єгипетських столярів — вони володіли технологією вигину дерева, а також вміло використовували складання частин екіпажа з різних порід дерева. Кузов, хомут, обід і маточини коліс були виготовлені з в'яза, дишель — з верби, а спиці були зроблені зі сливи. Жодне з цих дерев не росло в Стародавньому Єгипті, що стало зайвим свідченням розвинутої торгівлі з сусідніми країнами.
У передпокої одними з перших були виявлені та досліджені крісла й трон: всього 12 виробів меблів. Трон, зразок єгипетського прикладного мистецтва, є одним з предметів, що символізують об'єднання Верхнього і Нижнього Єгипту. Золоті прикраси трону були виламані злодіями, проте різьблена спинка з дерева і слонової кістки збереглася. Сцена на ній зображувала Тутанхамона та Анхесенамон в інтимному сюжеті — дружина вмащує фараона духмяною олією. Це єдиний випадок серед предметів мистецтва в гробниці, коли вони були зображені разом. Сюжет є яскравим прикладом амарнського стилю часів культу Атона. Сцена зображена на тлі променів сонця. Різьблена композиція на спинці трону також приклад зміненого тексту. Ім'я Тутанхамона явно додано в нього пізніше ніж створена основна композиція. Одне з парадних крісел було жрецьким кріслом. Інше, маленьке, ймовірно, було дитячим троном фараона. Серед меблів було кілька крісел похідного типу, деякі з них були складаними за технологією, яка використовується і понині для складаних стільців.

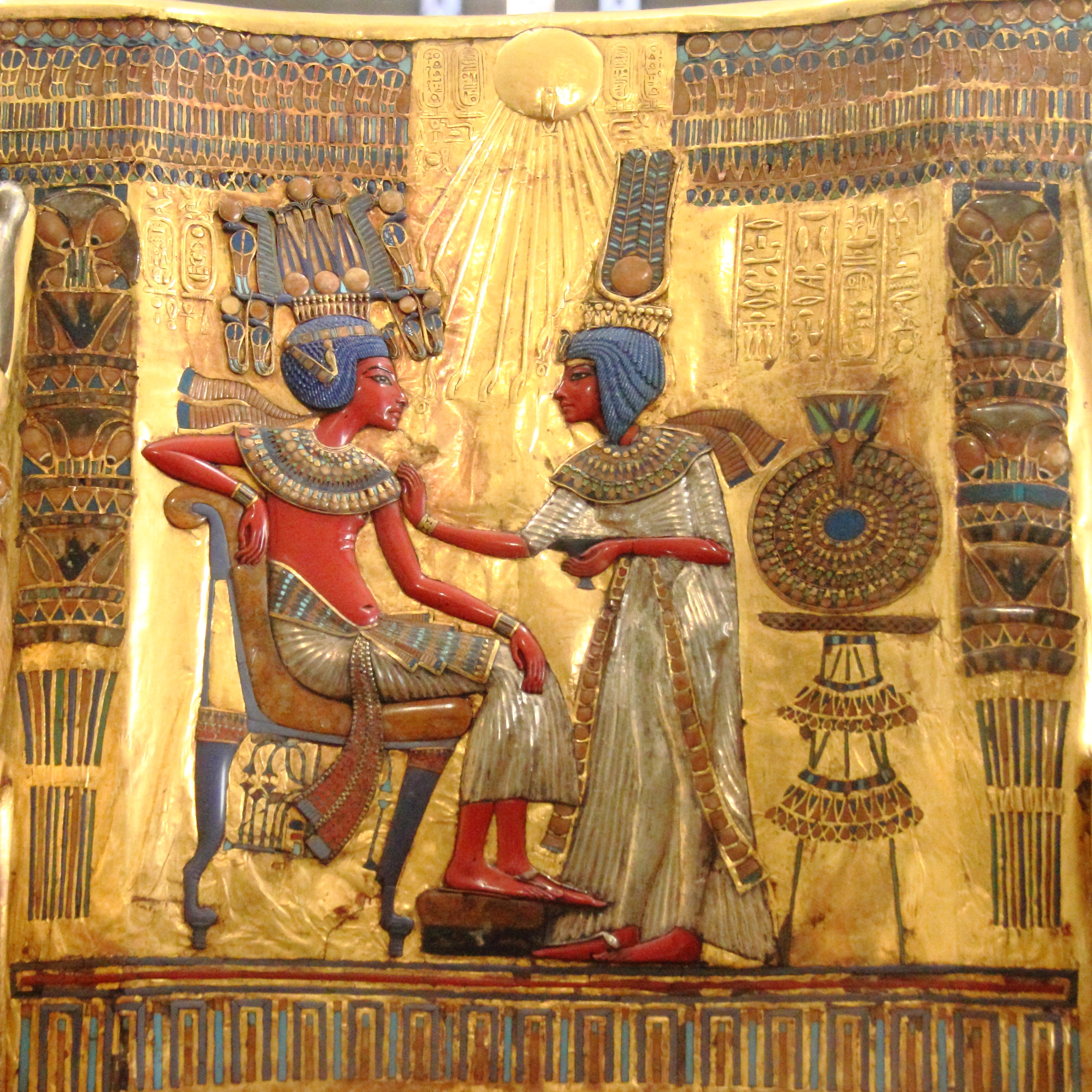
Фрагмент золотого трона. Тутанхамон і Анхесенамон. Сонячні промені — елемент амарнського стилю, Зустрічаються в гробниці лише тут.

З великим інтересом дослідники вивчили позолочений алебастровий ковчег (1,98м x 1,53м x 1,22 м) з канопами на полозах, який не постраждав. Зверху його вінчав фриз, прикрашений невеликими уреями. З чотирьох сторін його оточували богині Ісіда, Нефтида, Селкет і Нейт в охоронних позах. Шати богинь — плісировані накидки та своєрідний пояс — незвичні й скоріш характерні для жіночих усипальниць. У ковчезі знаходилися чотири канопи з кришками у формі голови фараона, в яких зберігалися нутрощі фараона, добуті з тіла перед бальзамуванням. Нутрощі були укладені в невеликі золоті ковчежці 39 см завдовжки — копії другої труни-саркофага, в якій спочивала мумія. Конструкція копіювала в мініатюрі складний обряд похорону і муміфікації, прийнятий у єгиптян. Кожна з чотирьох посудин асоціювалася з чотирма духами: Амсет(захищав печінку), Хапі (легені), Дуамутеф (шлунок), Квебехсенуф (кишка).
Серед інших предметів прикладного мистецтва виділялися різьблені кальцитові вази (або лампи). В їх декорі переважали символи єднання двох царств країни, символи довголіття.
Із прикрас збереглося кілька намист, нагрудників-пекторалей. Браслетів і перснів знайшлося дуже мало, саме за ними переважно полювали злодії. Однак, на щастя, збереглися символи царської влади: два гакоподібні скіпетри «Хекет» і два ціпи. Фараону та його слугам для загробного життя залишили великий арсенал: луки й стріли, палиці, пращі, бумеранги. Серед зброї можна відзначити наявність як простих, так і композитних луків. З металів єгипетськими майстрами застосовувалося золото, срібло, бронза, електрум. З напівкоштовних каменів — аметист, бірюза, лазурит, сердолік, халцедон, зелений польовий шпат, кварц, серпентин, вулканічне скло. Застосовувалася слонова кістка та чорне дерево. Зі штучних матеріалів використовувався фаянс (глазурована обпалена глина), кольорове скло, червлене золото. Майстерність ювелірів Нового царства поступалося ювелірам Середнього царства, але екземпляри, що потрапили в руки археологів, свідчать про їх високий рівень.

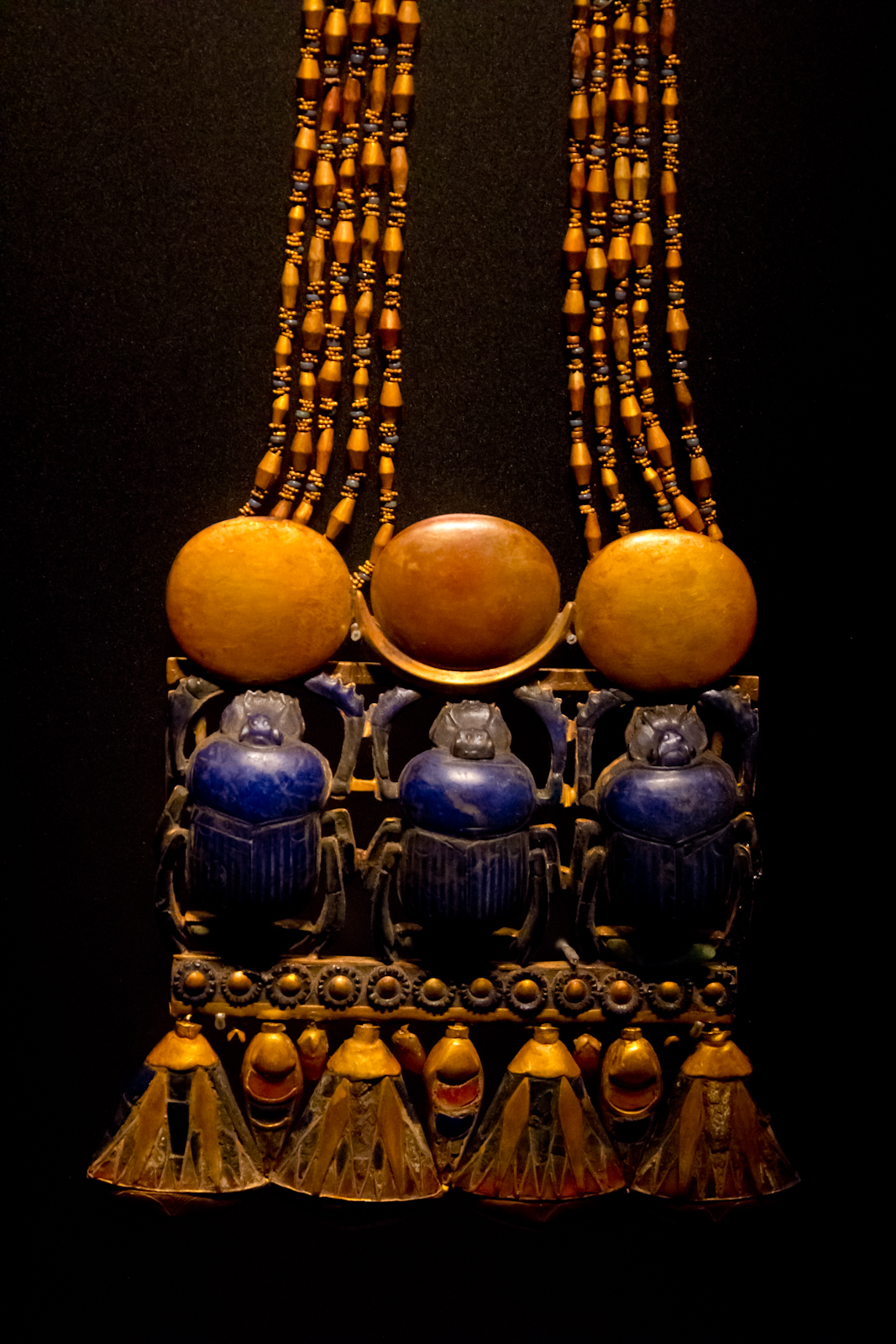
Намисто з трьома скарабеями знайдено на мумії Тутанхамона (JE 61900)
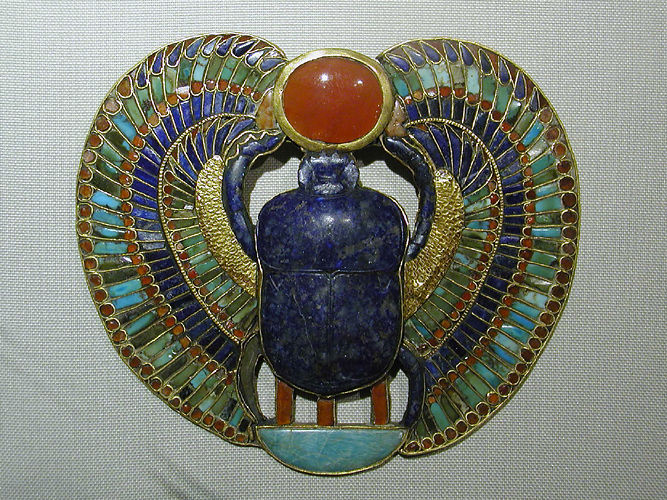
Крилатий скарабей с тронним іменем Тутанхамона. Єгипетський музей (JE 61886)
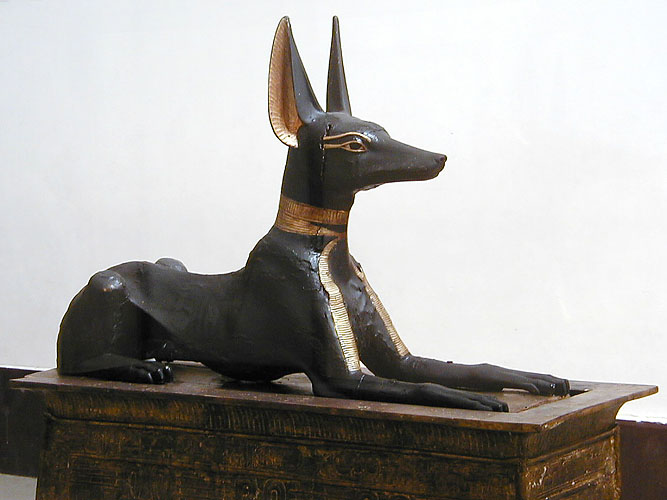
Анубіс. Каїрський музей (JE 61444)
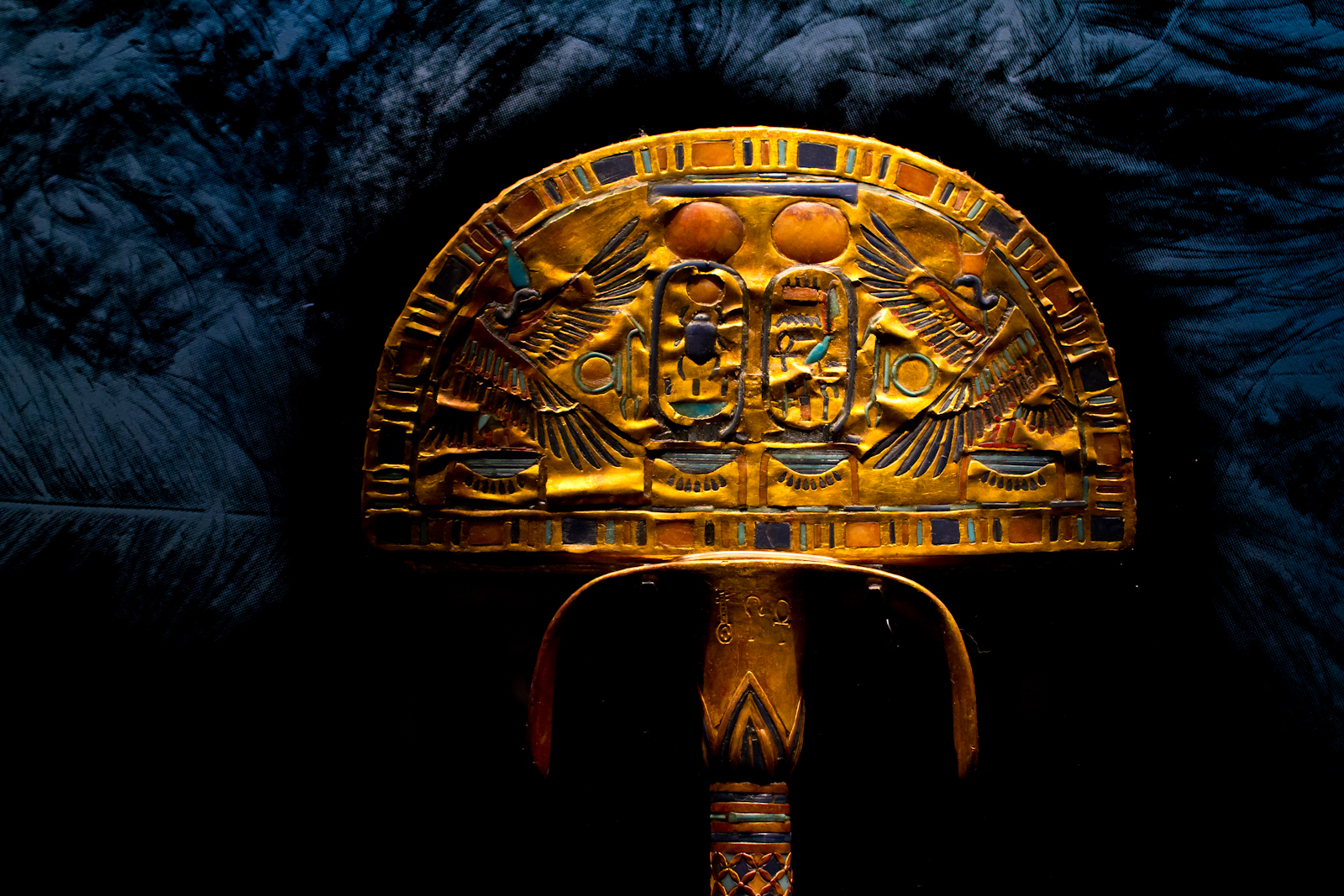
Церемоніальне опахало. Каїрський музей (JE 62000)
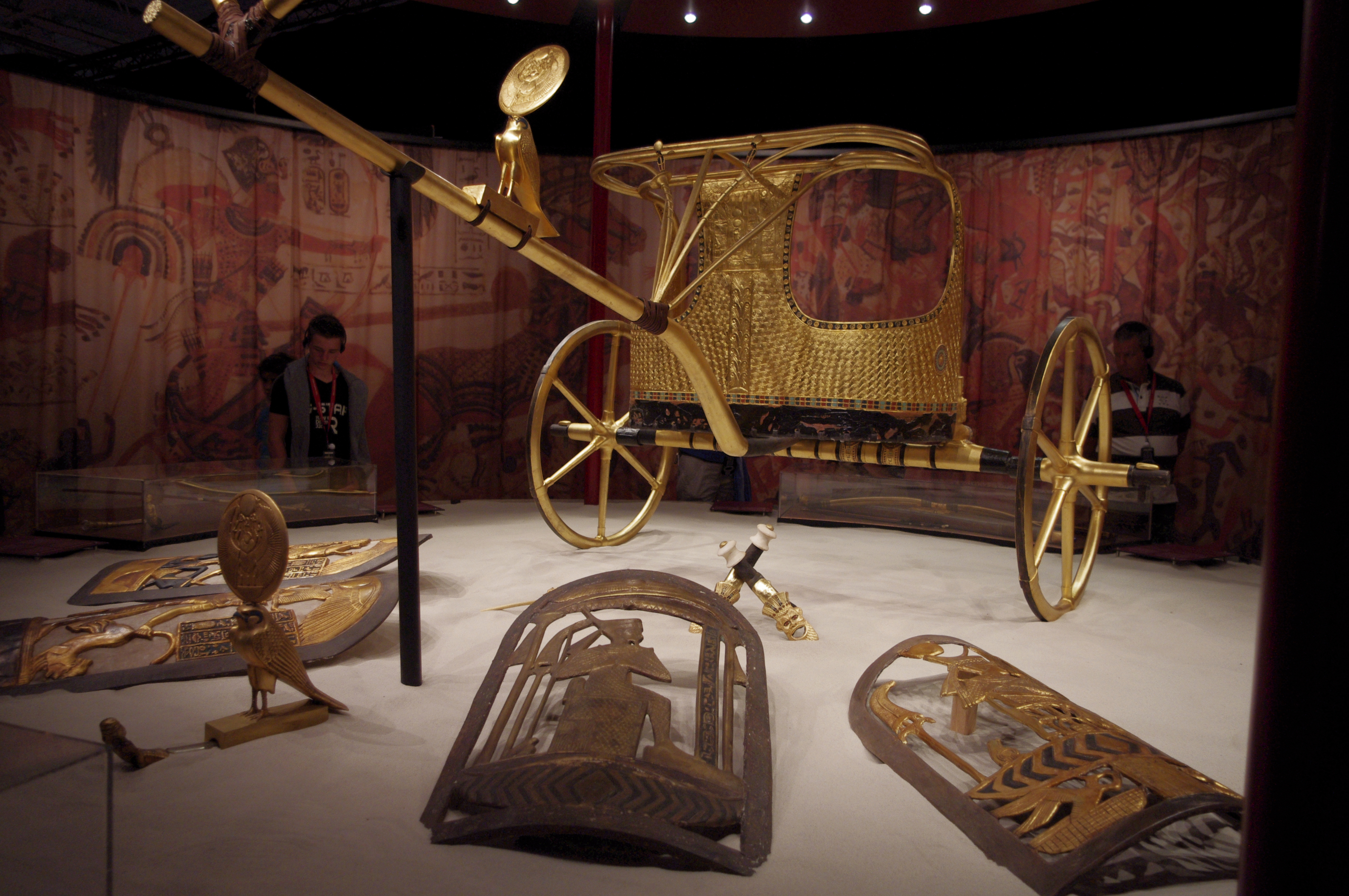
Бойова колісниця і щити (копія)
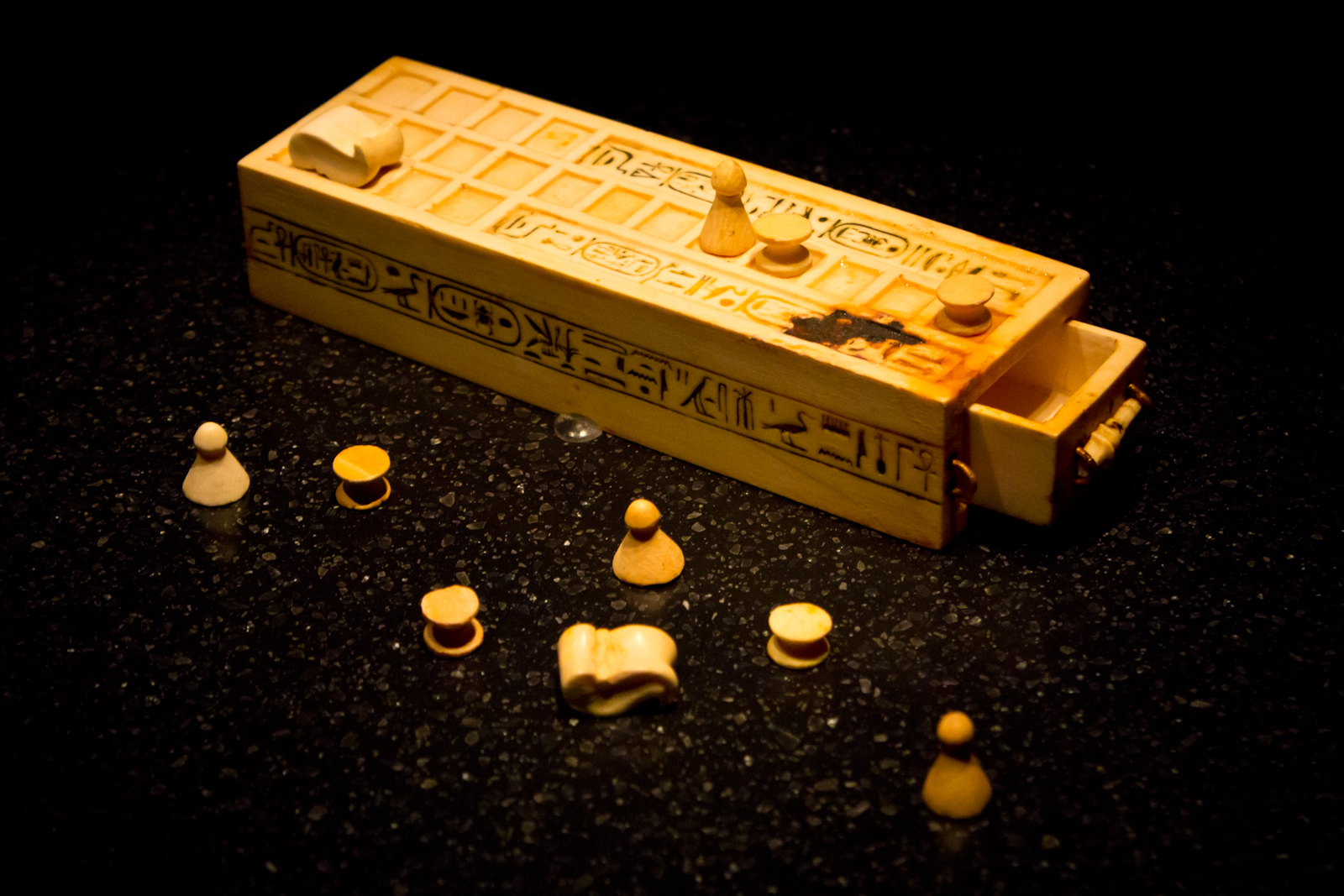
Гра-сенет. Каїрський музей
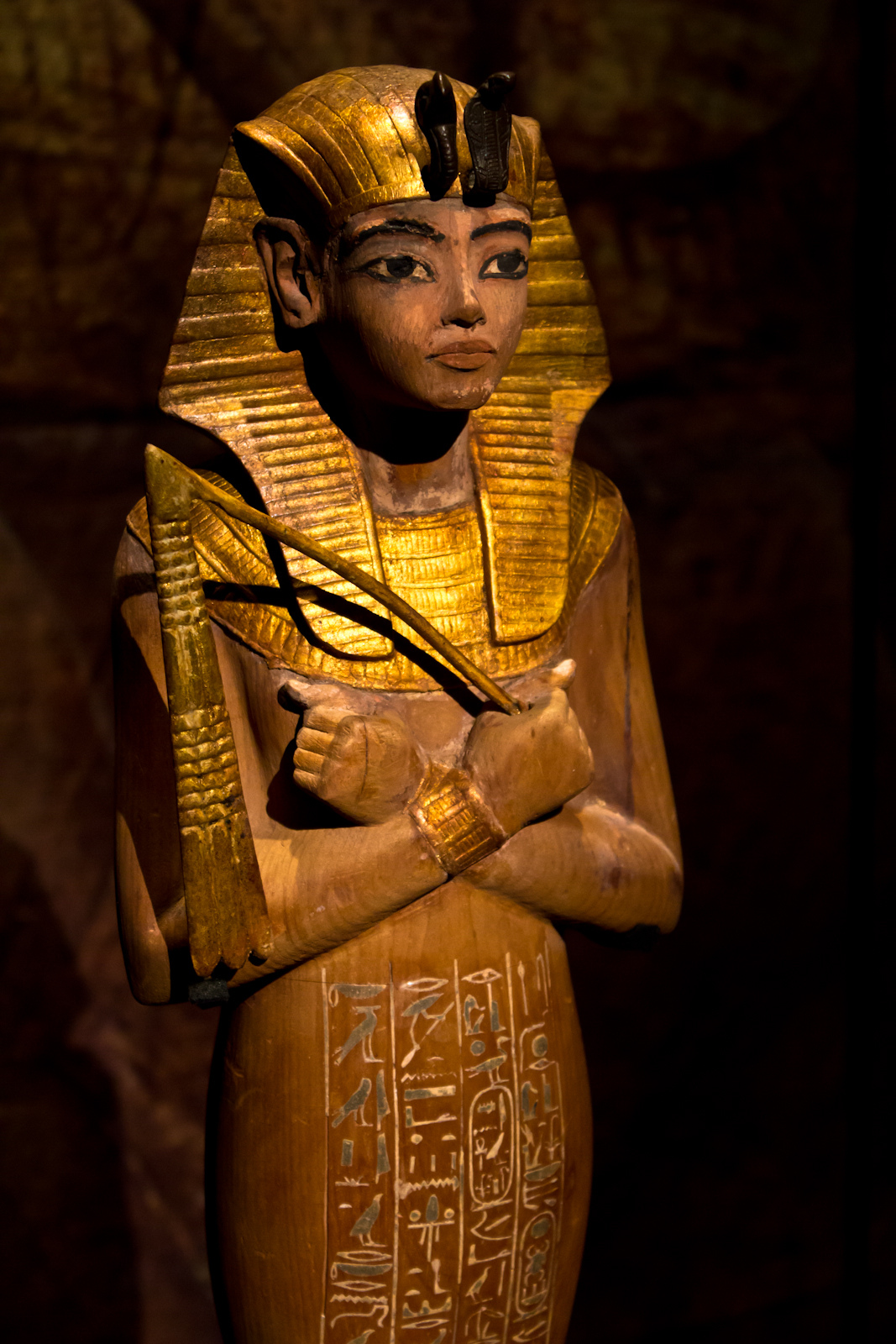
Одна з ушебті Тутанхамона. Позолочене дерево.

### Ковчеги й саркофаги

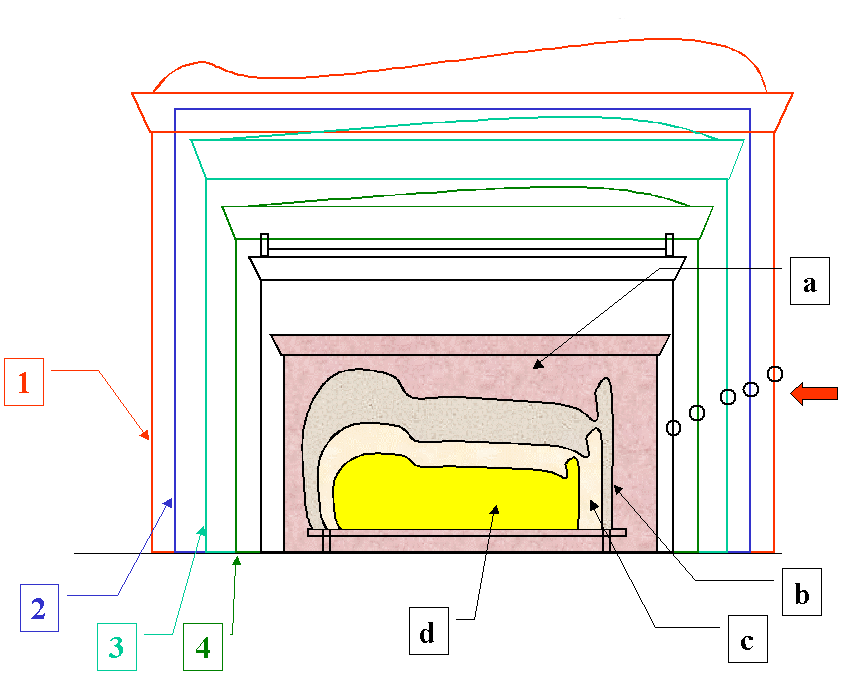
Порядок ковчегів й саркофагів: 1) зовнішній ковчег (червоний), 2) катафалк (синій) з лляним покривалом та розетками, 3) другий зовнішній ковчег (бірюзовий), 4) середній ковчег (зелений), Чорний: внутрішній ковчег; a) кам'яний саркофаг, b) перший саркофаг, b) другий саркофаг, c) третій саркофаг із золота, d) мумія

Аналогів чотирьом ковчегам, знайденим в похоронній камері, не існує; інші подібні «контейнери», якими закривали й захищали мумії фараонів, цілком не збереглися. Єгипетські майстри створили в обмежених умовах похоронного покою досить складну конструкцію. Розмір зовнішнього 508 см x 328 см x 275 см (Рівс) за даними Картера 17x11x9 футів (5,2 м x 3,35м x 2,75м). Виготовлені з кедра (Рівс) або дуба (Картер). Зовнішній ковчег інкрустований синім фаянсом і рябить захисними заклинаннями. Два зовнішніх саркофаги зібрані з дубових дощок з позолотою поверх ґрунтової основи. Зображення на них виконані за допомогою гравіювання. Між першим і другим саркофагом була встановлена дерев'яна рама, яку вважають третім ковчегом. На неї був натягнутий полотняний покрив з нашитими розетками. Зберегти вдалося лише розетки, матерія від часу зотліла. Четвертий ковчег також з дуба, але прикраси нанесені технікою барельєфа. У проміжках між саркофагами виявлено багато ритуальних предметів і зброї: амулетів, весел, луків, булав. На східній стіні ковчега встановлені дверцята на петлях, запечатані в момент виявлення царськими печатками.
Всередині четвертого ковчега дослідників чекав прямокутний монолітний саркофаг 2.74 м x 1.47 м x 1.47 м, виготовлений з брили червоного кварциту, який покривала гранітна плита. В кутах саркофага на камені вирізьблено зображення богинь Ісіди, Нефтіди, Селкет і Нейт, що руками-крилами захищають того, хто спочиває в ньому. Тріщина на плиті стала ще одним свідченням поспіху, з яким велося будівництво гробниці. Прямокутна форма та карниз характерні для періоду пізньої XVIII династії, контрастуючи з поширенішою овальною формою часів Хатшепсут і Тутмоса IV. Прямокутна форма саркофага також частіше зустрічалася в похованнях персон рангом нижче за фараона. Зовнішній вигляд саркофага носить явні сліди доопрацювання і зміни текстів. Візерунок крилатих богинь був доданий з метою приховати частину раніше вигравіюваного тексту. Це ще одне свідчення того, що Тутанхамон, скоріш за все, «зайняв» чужу гробницю. Втім, доробка лише поліпшила вигляд саркофага, додавши йому художньої цінності.
Кварцитовий саркофаг зберіг всередині три послідовно вкладених один в одного антропоморфних труни, які повторювали контури тіла фараона. Дві зовнішніх труни виготовлені з позолоченого дерева. Всі три зображують фараона в образі Осіріса і повторюють з деякими варіаціями мотив маски фараона. Зовнішня антропоїдна труна відносилася  до стилю «ріші», оскільки в орнаменті переважало пір'я, характерніше для XVII династії. Третя внутрішня труна викута з листового золота завтовшки 2,5-3,5 мм. Маса золота однієї лише третьої труни склала близько 110 кг.

Ковчеги Тутанхамона
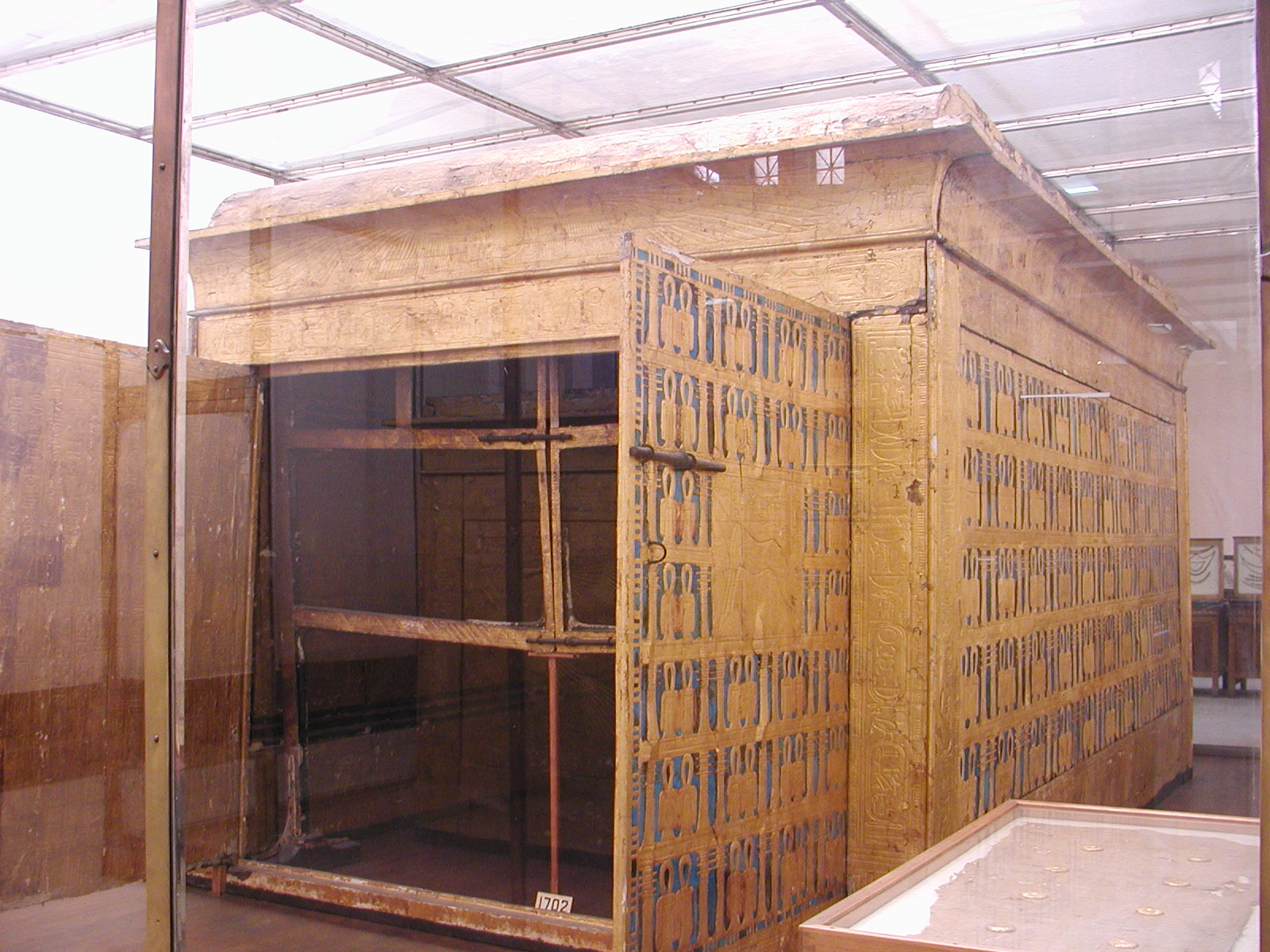
Четвертий золотий ковчег з катафалком в Каїрському музеї (JE 60664)
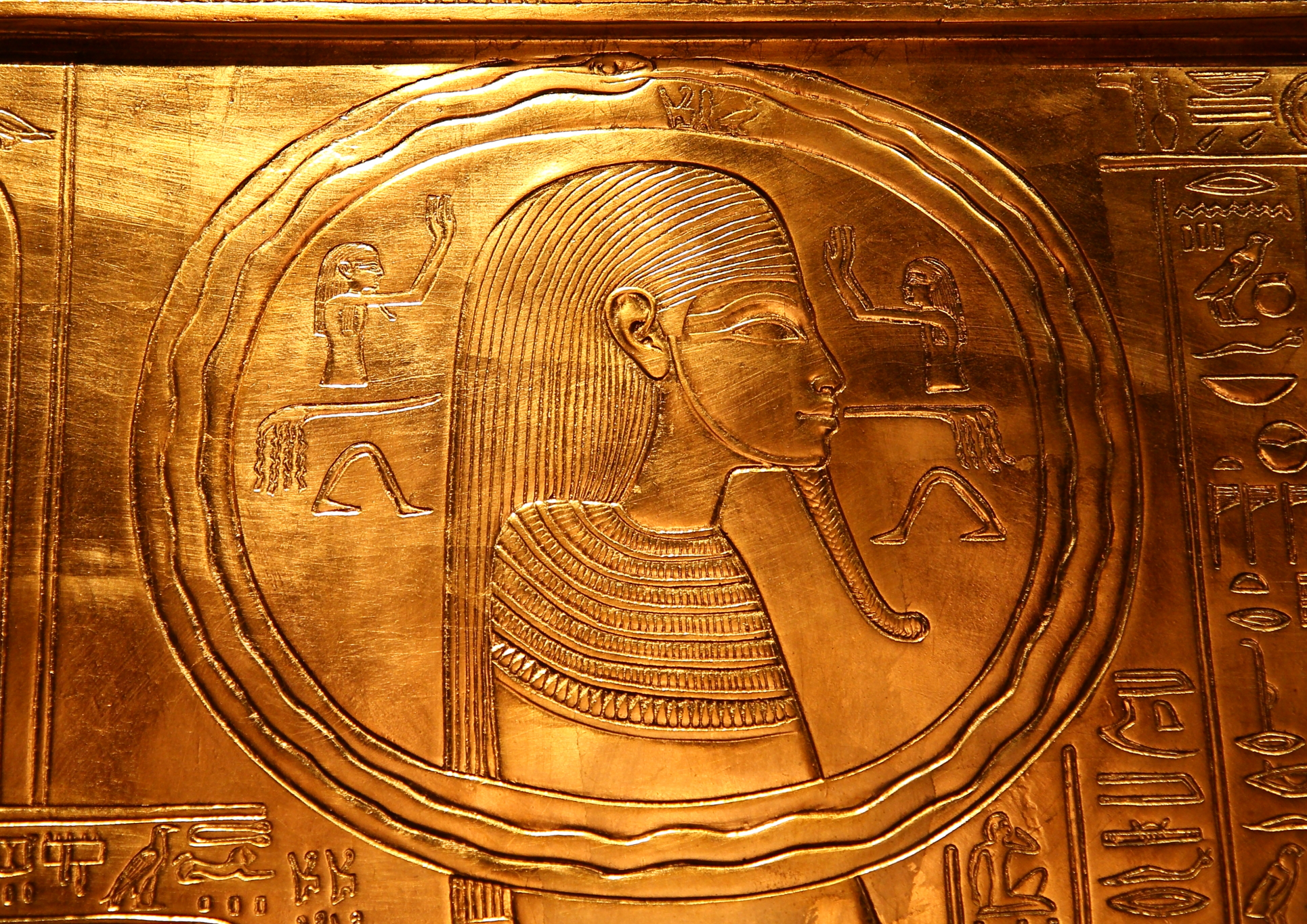
Уроборос на другому внутрішньому ковчегу (копія). Оригінал виставлено в Каїрському музеї (JE 60660)
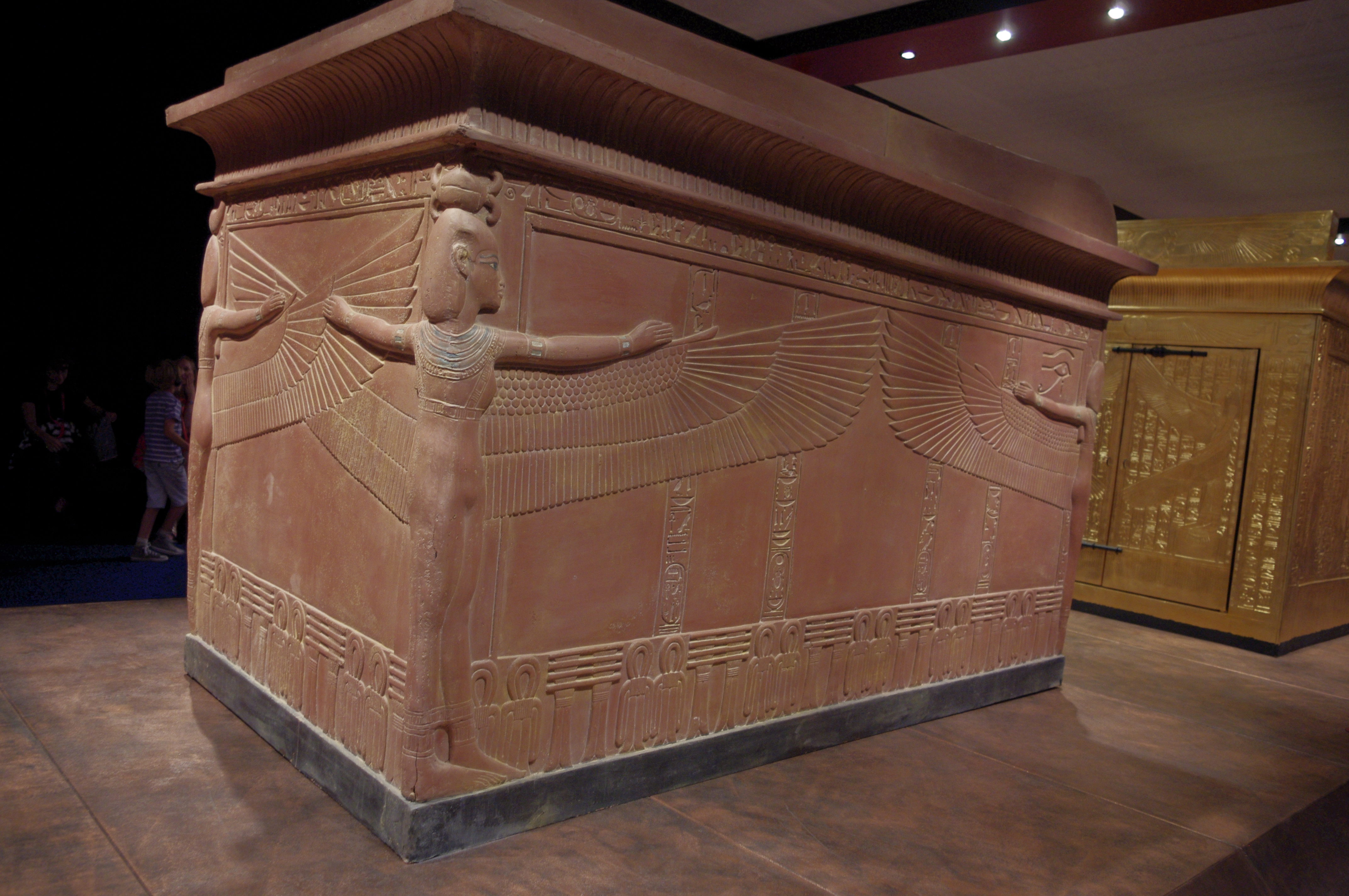
Копія саркофага Тутанхамона із зображенням богині Нейт
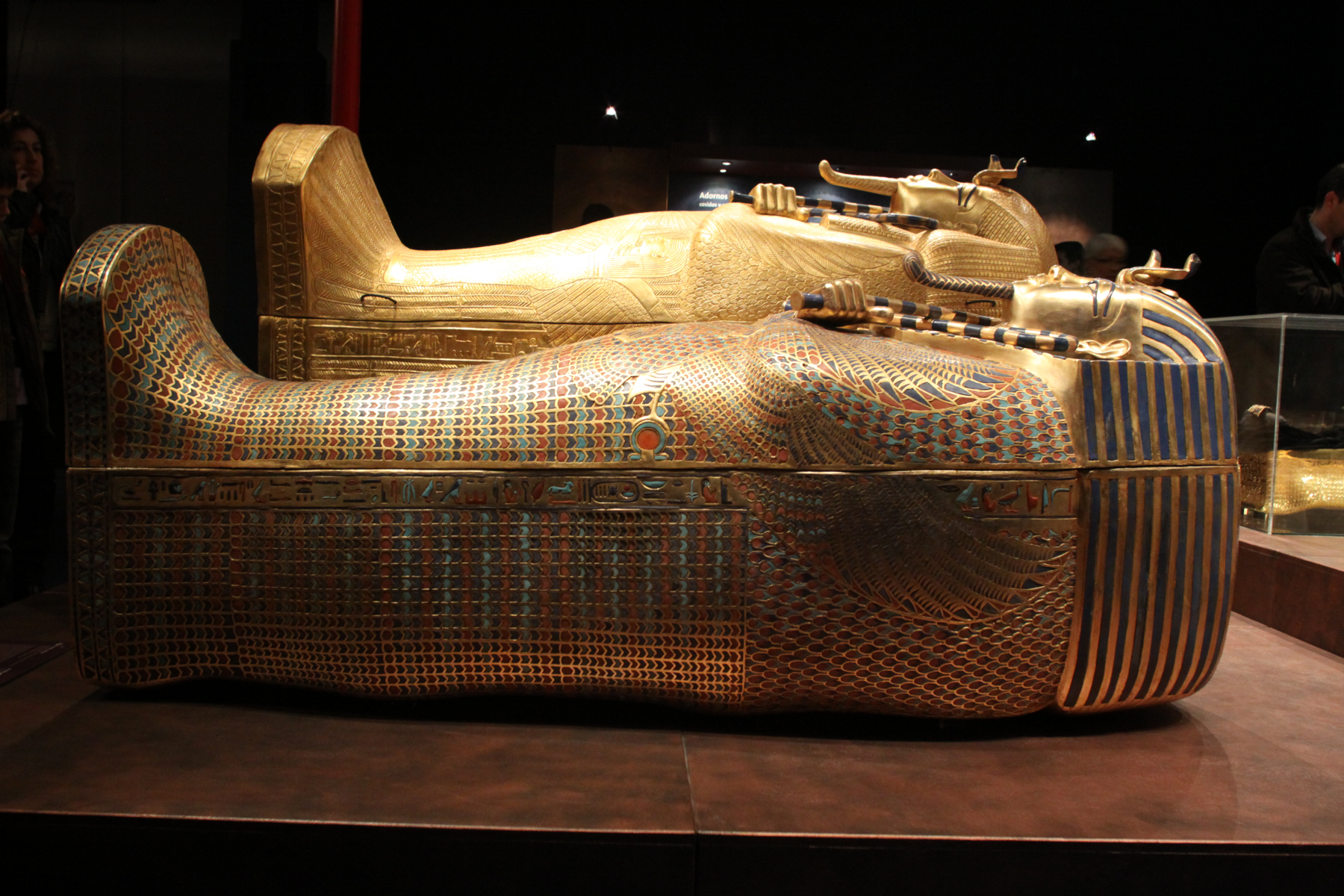
Копії саркофагів Тутанхамона.
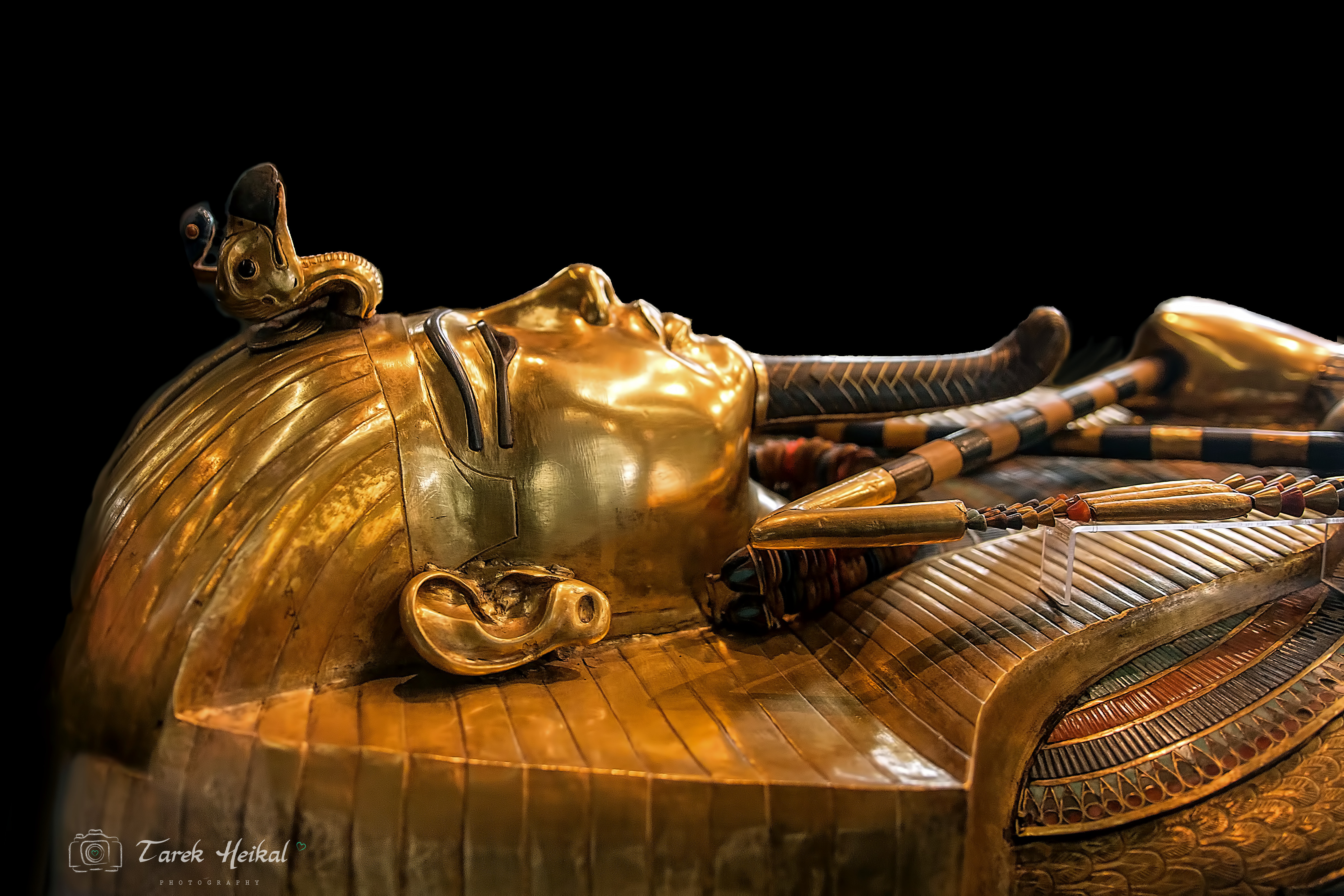
Третій саркофаг із листового золота

### Мумія та маска

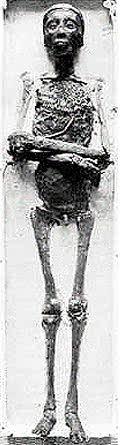
Мумія Тутанхамона.

Забальзамоване тіло фараона, в порівнянні з іншими муміями, знайденими в Долині, збереглося досить погано. В цілому було відзначено кілька відхилень від суворої похоронної процедури Нового Царства. Для бальзамування був використаний надмірний обсяг смоли. У результаті процесу карбонізації суміші олій і смол, якими була залита труна, тканини частково розклалися. На щастя, оліями обливали тільки тіло, прагнучи, щоб вони не потрапили на голову і ноги, тому переважно постраждав лише тулуб. Для сповивання тіла використовувалася дуже тонка полотняна тканина, фактури батисту, яка з часом збереглася погано. Відокремити полотно, яким обгортали тіло не пошкодивши його, було складно. В результаті дій команди Картера, яка намагалася відокремити мумію від труни за допомогою нагрівання й механічної дії, тіло фараона постраждало додатково.
Первинне анатомічне обстеження проводив професор Дуглас Дейні. Фараон був юнаком тендітної статури. Висота мумії була 1,63 м, таким чином, ріст Тутанхамона за життя був близько 1,65 м. Весь волосяний покрив був видалений. На мумії було виявлено розріз для вилучення внутрішніх органів перед бальзамуванням: зліва від пупка, до району гребеня клубової кістки. Розріз зроблений навскоси, тоді як зазвичай він робився приблизно паралельно лінії ребер. Положення рук було нехарактерно для покійних фараонів цієї династії. У Тутанхамона руки залишилися майже паралельними одна одній, тоді як в інших небіжчиків зазвичай вони зігнуті вгору і перехрещені.
Перше рентгенологічне дослідження мумії було здійснено в 1925 році. Надалі воно проводилося ще кілька разів. Комп'ютерна томографія та генеалогічний ДНК-тест вперше були проведені у 2005 році. Стан епіфіза великих кісток організму говорило про те, що фараону було 17-19 років. Дослідження 1968 року вчених Ліверпульського Університету, за допомогою рентгенографії, також дали оцінку 18-22 роки. На жаль, вони не змогли надати жодних припущень про причини ранньої смерті. Хороший стан кісток не підтвердив версію туберкульозу. Невеликий фрагмент черепа на рентгенограмі, на думку Ніколаса Рівза, дозволив вважати версію насильницької смерті найбільш вірогідною. Дана точка зору спірна, Ісидор Кацнельсон її не поділяв. Радянський єгиптолог вважав найвірогіднішою причиною виродження і дегенерацію всього сімейства. Сменхкара, попередник Тутанхамона на троні, відрізнявся хворобливістю і також помер молодим, у віці близько 25 років. Однозначно можна стверджувати, що фараон страждав від малярії й незадовго перед смертю переніс перелом ноги. Однак подібна хвороба і травма, як правило, не є небезпечними для життя. Найімовірнішою залишається версія смерті від невідомого нещасного випадку.

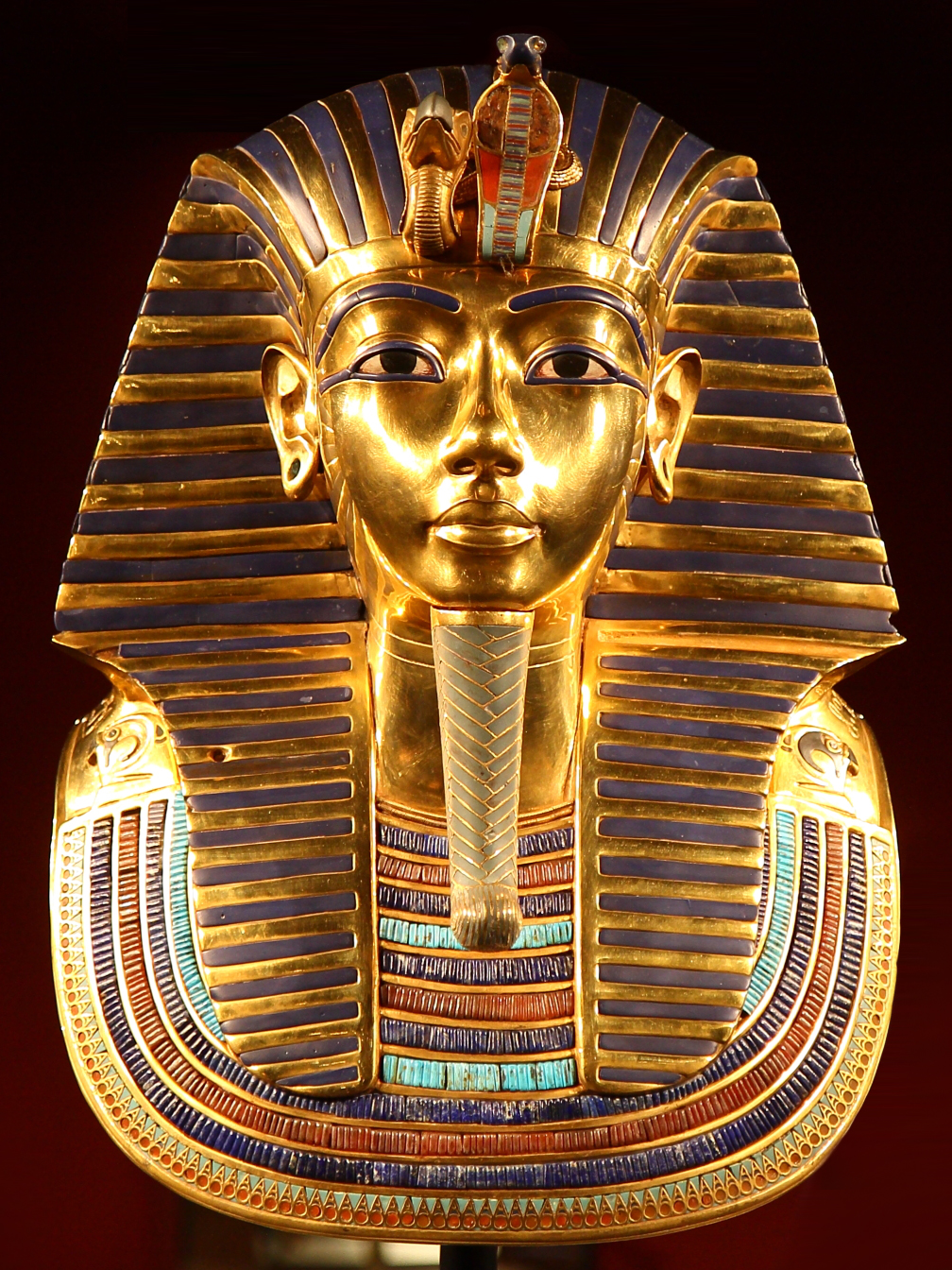
Маска Тутанхамона. Коване золото, кварц, лазурит.

Виявлення золотої маски — прекрасного зразка давньоєгипетського ювелірного мистецтва, стало вінцем всієї епопеї дослідження гробниці. Юний фараон зображений в образі Осіріса, з головним убором немес. Маска вагою 10,23 кг викувана з двох листів золота, з інкрустацією з блакитного скла і лазуриту, а очі виготовлені з напівпрозорого кварцу. У схрещених руках — ціп і жезл, символи царської влади. Маска демонструвала схожість фараона з портретами Ехнатона і цариці Тії, що стало непрямим свідченням їх спорідненості.
При обгортанні мумії в полотно вкладали численні захисні талісмани. Пальці рук і ніг були вставлені в золоті футляри. Всього на мумії виявлено 143 різних предмети, які належали до амулетів і прикрас різного характеру. Тулуб фараона захищено пекторалями з зображеннями богинь Нехбет і Ваджет в техніці перетинчатої емалі. Дивним було й те, що серед амулетів не був знайдений обов'язковий, описаний в заклинанні № 30 Книги мертвих, скарабей, якого клали на груди мумії з лівого боку. Існує версія, що скарабея міг викрасти хтось із команди Картера, під час дослідження мумії. Втім, не виявили й самого серця, хоча, за прийнятим ритуалом, серце в покійного єгиптяни не видаляли.
Серед маси амулетів, вкладених в пелени мумії, примітні два кинджали. Перший з них із золотим лезом, тонко прикрашеною ручкою і піхвами. На думку Піотровського, зброя не єгипетська, а, скоріш за все, виготовлена в Малій Азії. Другий кинджал виявився залізним, причому практично не постраждав від іржі, на відміну від інших предметів з того ж металу. Пізніше дослідження дозволило віднести його матеріал до метеоритного походження. Подібні артефакти викликали пильний інтерес дослідників. Залізо обмежено використовувалася в бронзовій культурі Стародавнього Єгипту і рідко траплялося під час розкопок. Виявлення амулетів із заліза дезавуювало теорію про те, що для єгиптян залізо вважалося «нечистим» металом. Хай там що, та все ж єгиптяни навряд чи володіли технологією обробки заліза і ці зразки, скоріш всього, для ритуальних потреб виміняли у сусідніх народів.

### Наслідки пограбувань

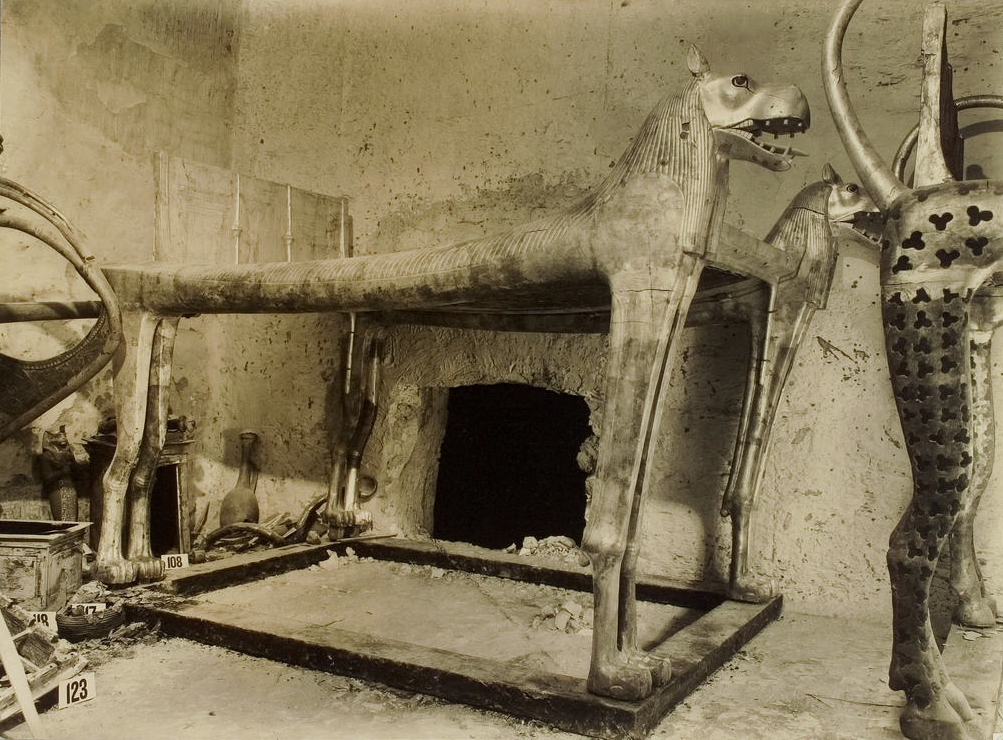
Отвір в стіні в комору, зроблений злодіями. На передньому плані — царське ложе.

Аналіз виявлених об'єктів гробниці та їх розташування дозволили припустити, що в неї ще в античні часи проникли дві групи крадіїв. Картер припустив, що перше несанкціоноване проникнення в гробницю відбулося всього через 10-15 років після похорону. Перша компанія злочинців обнесла все приміщення гробниці, не діставшись лише до саркофагів. Їх цікавили ювелірні вироби. Друга, пізніша за часом (правління Хоремхеба), група, навідалася лише в комору і передпокій, оскільки полювала за духмяними оліями, що мали високу цінність в стародавньому світі, але приділила увагу і коштовностям. Найпопулярнішої в Єгипті прикраси — браслетів, в результаті, археологи знайшли всього три штуки. Злодії по-варварськи обійшлися з багатьма предметами, зламали царський трон, перевернули й перетрусили багато скриньок, повністю порушили порядок, подекуди зламали й розкидали залишки. Найбільше постраждала комора. Парадний панцир фараона, інкрустований золотом і сердоліком, був розірваний на частини, які були розкидані по всьому передпокої. Судити про викрадене можна було за описами на дверцятах. Іноді залишалися явні сліди. В одній зі скриньок в скарбниці точно зберігалася масивна, ймовірно, золота статуетка, оскільки від неї на невеликому постаменті залишився помітний слід.

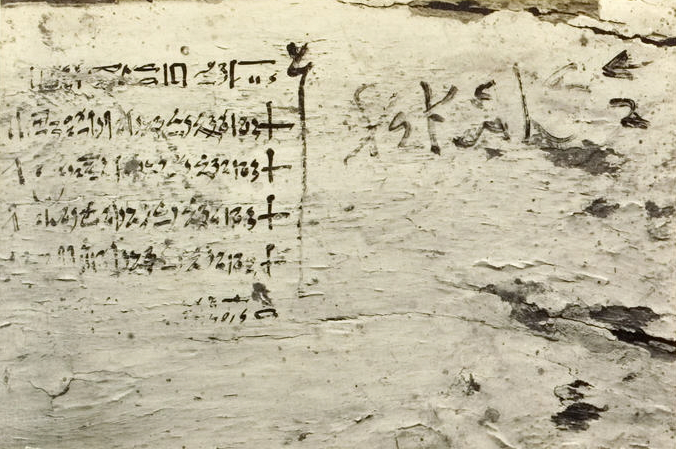
Інвентарний список ієратичним письмом на дерев'яній скрині, де згадуються Ехнатон і Нефернефруатон

Від повного розграбування гробницю Тутанхамона врятував збіг обставин. Уже під час першого відвідування, злодіям явно завадили, можливо, їх затримали. Тільки так можна пояснити виявлення декількох золотих перснів, підготованих до виносу й зав'язаних в вузлик, але кинутих на місці. Після другого відвідування злодіїв гробницю відновили, хоча й зробили це безладно, вкрай поспішно. Розкидані предмети абияк покидали в скрині й зачинили кришки, не дотримуючись колишнього порядку. Картер зазначив, що хорошого в цьому було лише одне: ті, хто відновлював покої фараона, явно могли поживитися, проте не зачепили жодного предмета. Йдучи, чиновники знову замурували і опечатали кам'яні перегородки (причому початковим комплектом печаток) і засипали коридор ґрунтом (хоча це могло статися й значно пізніше, з природних причин). Про все це можна побічно судити по графіті на одній зі стін сусідньої гробниці Тутмоса IV. Фараон Хоремхеб повелів своєму чиновнику Маї, відновити вміст іншої постраждалої від злодіїв гробниці. Ймовірно, в цей же час було відновлено і поховання Тутанхамона.
За часів XVIII—XIX династій, правління Хоремхеба державна влада зміцніла, і охорона в Долині була більш-менш дієва. До XX—XXI династії, часу міжусобиць і ослаблення фараонів, постраждали всі навколишні поховання, а місце поховання Тутанхамона збереглося лише дивом. Далися взнаки організовані дії нащадків XVIII династії по затиранню історії. Вхід в гробницю приховався, не виключено, що сильним дощем. Потім над входом побудували житла робітників, і про гробницю забули остаточно. З тієї ж причини не могли знайти її і численні археологічні експедиції. Їх збило зі сліду занадто близьке розташування до гробниці Рамсеса VI.
Разом зі звичайними предметами, необхідними для придушення темних сил підземного світу, в похоронному покої в невеликих оштукатурених нішах, звернених на всі чотири сторони світу, стояли магічні фігурки. Цього вимагав для збереження гробниці і самого покійного релігійний ритуал «Книги мертвих». На магічних фігурках написані заклинання, які повинні «відбити ворога Осіріса, в якому б вигляді він не з'явився». І вони виконали своє призначення. З двадцяти семи фараонів Єгипту епохи Нового царства, похованих в Долині, тільки один Тутанхамон залишився незайманим протягом тридцяти трьох століть. Навіть тоді, коли хижі руки осквернили його гробницю, Амон-Ра захистив його від грабіжників. Можливо, подібно древнім мешканцям Фів, ми повинні припустити, що Амон-Ра так довго охороняв гробницю з почуття вдячності? Адже Тутанхамон сприяв перемозі фіванських богів над єретичним вченням Ехнатона, відбудовуючи святилища цих богів і відновлюючи їх храми!
Особливість договору на концесію була ще і в тому, що якщо археологи виявлять незайману гробницю, то тоді повинні отримати окремий дозвіл на продовження і повинні були передати її повністю державі. Такий варіант сильно змінив би перебіг подій пов'язаних з відкриттям гробниці. Однак факт проникнення привів до звичайного порядку робіт.

### Значення

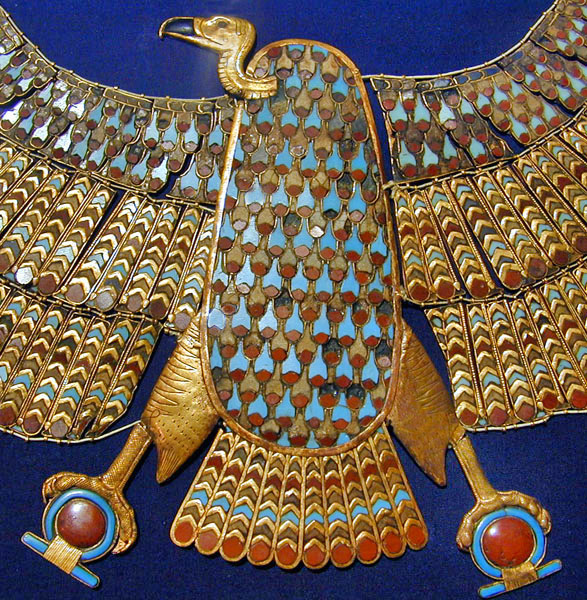
Амулет фараона, пектораль у вигляді стерв'ятника Нехбет — вважається прикладом першого використання емалі в ювелірному мистецтві.

Вперше за багаторічну історію єгиптології в руки дослідників потрапив подібний обсяг матеріалу, предметів побуту, зразків прикладного мистецтва епохи. Вплив KV62 на розвиток єгиптології можна порівняти тільки з відкриттям гробниці Хора (1894 рік) і Псусеннес I (1940 рік). Завдяки досить повній добірці й збереженню об'єктів гробниці Тутанхамона, вдалося відновити зовнішній вигляд аналогічних знахідок в інших розкопках, зробити висновки про мистецтво і технології того часу. Так, наприклад, «флотилія» прекрасно збережених мініатюрних суден дала уявлення про майстерність кораблебудування в Єгипті. Посуд для вина розповів багато про мистецтво виноробства стародавнього світу. Багато з виявлених предметів унікальні й ніде більш не зустрічалися. Зокрема деякі види зброї: палиці з металевими наконечниками, бронзові мечі. Окремі амулети вкладені в мумію фараонів є першими зразками використання техніки емалі в історії ювелірного мистецтва.
Вперше вчені побачили збережені зразки прикладного мистецтва широкого кола, що повноцінно характеризують побут і культуру епохи: меблі, посуд, взуття, косметика, зброя, збруя, колісниці. Об'єкти інтелектуального кола: комплекти для настільних ігор, прилади для письма, музичні інструменти. Аналіз культових предметів з гробниці дозволив більш детально описати похоронний ритуал, послідовність і тривалість дій. Проте, художнє значення колекції гробниці Тутанхамона також надзвичайно велике. Артефакти знайдені в ній характеризують мистецтво короткої та яскравої амарнської епохи, що відрізнялося від творінь часів Середнього Царства. Художники і скульптори відходять від помпезності і офіціозу, більше проявляється реалізм. Перехідний фівансько-амарнський стиль предметів дозволив дослідникам назвати їх специфічний вид «стилем Тутанхамона».
Скарби, якими наповнювали гробниці, були насправді величезні. Висновок про це  можна зробити з огляду на вміст усипальниці Тутанхамона. Якщо в його відносно скромній за площею та кількістю приміщень — їх було всього чотири — гробниці знайдено такі багатства навіть після її пограбування, то важко собі уявити, з якою марнотратною щедрістю споряджали в останню путь могутніших фараонів, що правили до і після нього й займали престол довше.
Первісне очікування подальшої серії відкриттів виявилося дещо перебільшеним. Гробниця не дала жодних важливих додаткових відомостей про життя і період правління фараона, політичної ситуації в країні. У ній не було виявлено нових текстів, жодного папірусу. Деякі непрямі дані все ж дозволили уточнити датування подій. Підписи на посуді для вина повідомляють: якого царства і якого року був урожай, кому було піднесено напій. Ці відомості дозволили говорити про те, що Тутанхамон зійшов на трон у віці близько 9 років і його приблизно в цьому віці одружили з принцесою Анхесенамон. Поклоніння Амону або єресь Амарни, тривала не менше 21 року і продовжувалося деякий час при правлінні Тутанхамона.
У Долині Царів виявлено всього дві гробниці, що відносяться до амарнського періоду: KV55 і KV62. Не превеликий жаль дослідження гробниці так і не дозволило однозначно відповісти на важливе питання — ким же були батьки фараона. Одне з головних питань: чому в гробниці Тутанхамона стільки предметів, що відносяться до Ехнатона, Сменхкара і деяких інших осіб з їх оточення? Одне з пояснень полягає в поступовому поверненні від культу Амона до старого пантеону богів і колишньої похоронної процедури, яке нещодавно відбулося незадовго до смерті Тутанхамона. В результаті довелося використовувати артефакти, які залишилися незатребуваними для Сменхкара і Нефернефруатон. Порівняння зразків ДНК мумії, виявленої в гробниці KV55, однієї з головних загадок Долини, так і не дало певних результатів. Мумія KV55, за найпоширенішою версією — останки Ехнатона. Інша версія, що безіменна мумія — відноситься до напівміфічного фараона Сменхкара, свого роду «проміжній ланці» від Ехнатона до Тутанхамона. Обидві версії так не знайшли підтвердження. Проте, пасмо волосся Тії, виявлене в скарбниці, допомогло розібратися з мумією KV35YL (так звана «молода жінка» з KV35). Генетичний тест показав, що це мати Тутанхамона і дочка Тії. Дослідження мумій двох плодів зі скарбниці показали, що вони були жіночої статі, вік одного — 25 тижнів, іншого — 35 тижнів. Обидва страждали від розщеплення хребта. Дослідження 2000-х років показали їх генетичний зв'язок з жіночою мумією KV21A, що вважається останками Анхесенамон. Однак визначити ступінь спорідненості не вдалося. Закінчити дослідження вченим завадила революція 2011 року. Можливо вони будуть продовжені.

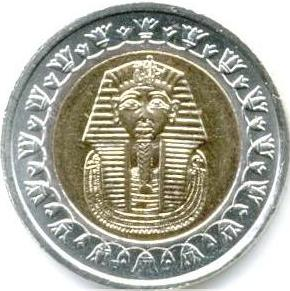
Маска Тутанхамона на монеті 1 єгипетський фунт.

Велику роль у вивченні спадщини зіграла особистість Говарда Картера, як вченого й археолога. Ніколас Рівз відзначив, що тільки завдяки йому для науки були збережені всі багатства гробниці, якщо тільки їх взагалі можна було врятувати. До цього дня для ідентифікації предметів гробниці використовується система нумерації розроблена Картером. Важливим результатом дослідження стали 1400 фотопластинок Гаррі Бертона високої якості, які закарбували артефакти і всі етапи розкопок. При зніманні зовні гробниці Бертон вважав за краще природне освітлення, не шкодував на це часу, завдяки чому домігся якісного, природного зображення на фотоматеріалах.
Ніколас Рівз у своїй серії лекцій «Після Тутанхамона» зазначив, що відкриття гробниці завершило «золотий вік» відкриттів в археології Стародавнього Єгипту з 1898 по 1922 рік. Потім почався період осмислення і аналізу виявлених матеріалів.

### Вплив
Інтерес в суспільстві до історії Стародавнього Єгипту виник ще за часів походів Наполеона і перших відкриттів в долині Нілу. Досить згадати про такі твори, як опера «Аїда» Верді або поема «Озимандія» Шеллі. Єгиптизуючий стиль в мистецтві нового часу також виник ще на початку XIX століття. Відкриття Картера і Карнарвона знову відродило інтерес громадськості. Два піки інтересу до теми: в 1920-і і 1970-і роки обумовлені самим відкриттям і всесвітньої серією виставок. Кілька модних будинків випустили лінію одягу в єгиптизуючому стилі в 1923 році. Популярність мали музичні теми, присвячені Стародавньому Єгипту. Прокляття фараонів і відкриття гробниці Тутанхамона спонукали до написання цілої серії розважальних книг.
У західному світі Тутанхамона називають коротко «Цар Тут» (King Tut) або «хлопчик-фараон» (Boy-pharaon). Як зазначила New York Times: «єгипетська лихоманка» в 1976—1979 роки поширювалася швидше за азійський грип. Єгипетські мотиви вплинули на моду, аксесуари, меблі, іграшки. Після американської серії виставок 1976—1979 років однією з найпопулярніших комедійних передач став скетч «Tutmania», знятий для передачі Saturday Night Live в квітні 1978 року. Комік Стів Мартін висміяв в ньому комерціалізацію теми «царя Тута». Сінгл записаний за мотивами сценки отримав статус золотого диска.

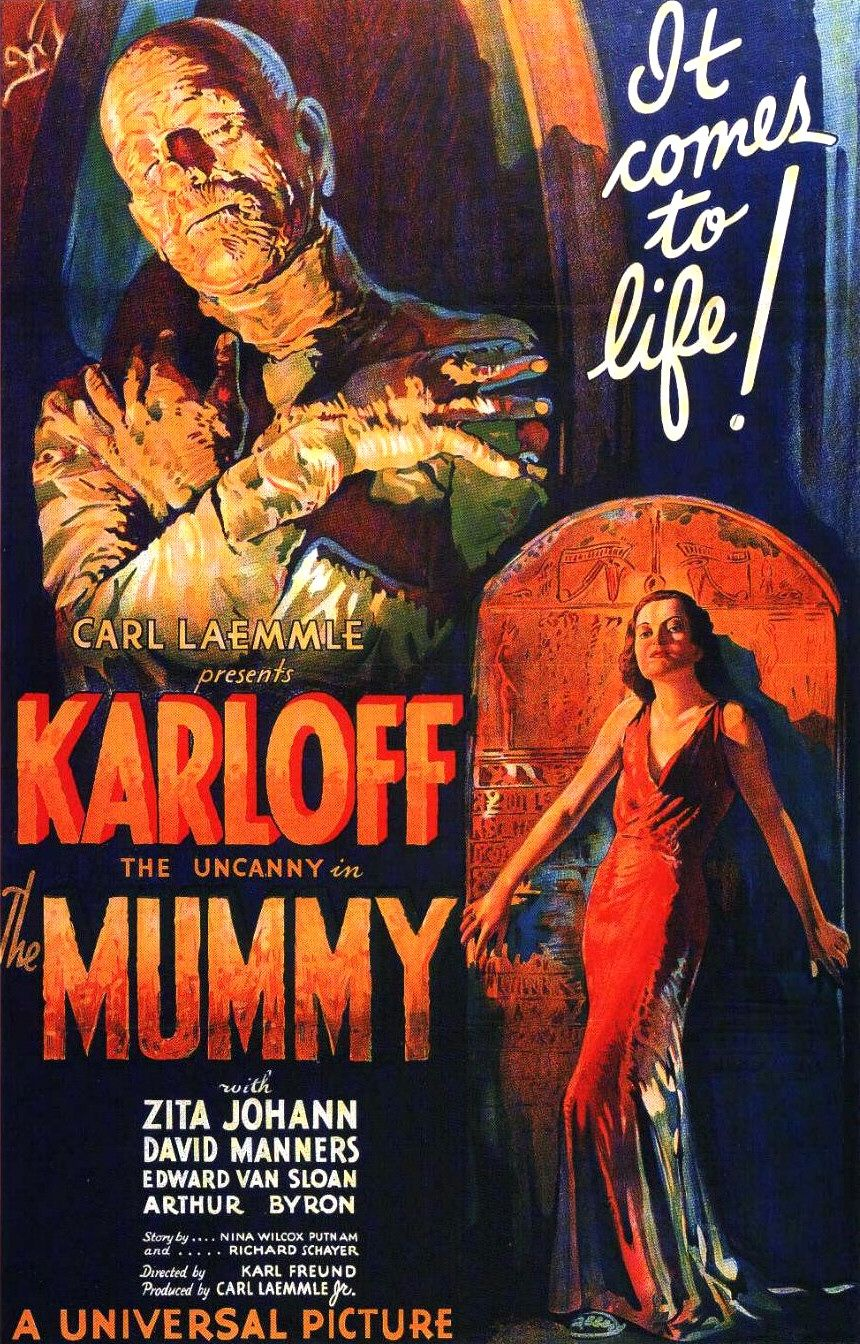
Постер фільму «Мумія» 1932 року з Борисом Карлоффим в головній ролі.

Поштовхом для поширення єгиптоманії послужила історія про прокляття фараонів. Розповіді про потривожених мумій розбурхували читачів з часів перших відкриттів останків фараонів. З кінця XIX століття відома міська легенда про прокляту мумію. Підставою для поширення нової хвилі чуток, послужила раптова смерть лорда Карнарвона. Він помер в 1923 році від укусу москіта, після тритижневої марної боротьби з хворобою. Те, що він уже кілька років був серйозно хворий і потрапив в юності в важку автомобільну аварію, журналістів не турбувало. Негайно після його смерті, пролунали голоси про «відплату богохульнику». Підігріла істерію публікація окультної письменниці Марі Кореллі, яка оповідала про заговорену гробницю, що вийшла за два тижні до смерті лорда. Натяк на прокляття містився в замітці Артура Конан-Дойла пам'яті лорда. Слідом за цим сталася серія інших смертей, так чи інакше пов'язаних з розкопками в гробниці, які преса пов'язала з відплатою за спробу потривожити останки фараона. До недобрих передвісників згодом віднесли і смерть в зубах кобри улюбленої канарки Картера, тієї, що принесла удачу в розкопках. Сотні стурбованих колекціонерів єгипетських старожитностей і особливо мумій, поспішили позбутися предметів. Власники здавали в музеї, деякі навіть закопували в землю. Картер так коментував події:
Нема на землі лагіднішого місця, ніж гробниця ... Здоровий людський розум повинен з презирством відкинути такі вигадки.
Події, пов'язані з відкриттям гробниці, і супутні чутки мали значний вплив на сюжети, що були популярними в кіно вже на зорі кінематографа. 1932 року на екрани вийшов фільм жахів «Мумія» з Борисом Карлофф в головній ролі. Сценаристів надихнуло відкриття 1922 року, декорації фільму копіювали артефакти з гробниці Тутанхамона. Героїню фільму — єгипетську принцесу — звали співзвучно дружині фараона — Анксунамун. Надалі на екрани виходили інші фільми «Мумія», з яких виділяється серія фільмів студії Universal Studios і студії Hammer. Сюжет цих картин (зокрема і першої в серії) ґрунтувався на популярному перелицюванні реальної історії відкриття гробниці в жанр фільмів жахів. За його сюжетом група археологів відкриває гробницю і потривожена мумія починає їх переслідувати.
У 2016 році знято міні-серіал «Тутанхамон», сюжет якого частково оснований на подіях відкриття гробниці. У ньому допущена певна художня вільність, а саме — автори пов'язали персонажів Картера та Евелін Карнарвон романтичними почуттями.